# 陳慧嫻
陳慧嫻（英語：Priscilla Chan Wai Han；1965年7月28日—），香港女歌手。為1980年代中後期及1990年代當紅歌手。
陳慧嫻起初於1983年11月以三人女子音樂組合「少女雜誌」與黎芷珊及陳樂敏同時出道，1984年1月15日推出同名專輯《少女雜誌》，憑著出道作《逝去的諾言》一炮而紅並轉為獨立發展。在法安利時期推出的首張個人大碟《故事的感覺》取得白金唱片的優良成績，而歌曲《玻璃窗的愛》及《花店》等大受歡迎。
1986年由於法安利改組，陳慧嫻加盟寶麗金，並獲安排與監製歐丁玉合作，推出大碟《反叛》，當中歌曲《跳舞街》尤為大熱，從此登上一線歌手之路。其後推出的歌曲如《傻女》、《人生何處不相逢》等都是華語樂壇經典作品。1989年7月25日推出的專輯《永遠是你的朋友》，寶麗金於1989年8月底舉行唱片祝捷會頒發5白金銷量，1989年9月寶麗金公告同期譚詠麟的《忘情都市》銷量直闖7白金（35萬），《永遠是你的朋友》5白金（25萬） ，而最終《永遠是你的朋友》年度銷量估計衝破7白金，獲IFPI認證為1989年度最高銷量大碟。 而首本名曲《夜機》及《千千闋歌》更紅遍華人社區。陳慧嫻憑《千千闋歌》一曲取得多個樂壇重要獎項，並於紅磡體育館舉行了6場名為「幾時再見」的首次個人演唱會，同年可說與梅艷芳於香港樂壇上平分秋色。
1990年初暫別樂壇赴美讀書，期間曾數度短暫回港灌錄專輯。在1992年推出的大碟《歸來吧》，在接近零宣傳下仍大賣15萬張（三白金），歌曲《飄雪》、《歸來吧》、《紅茶館》等都是極受歡迎的作品。1995年完成學業後正式復出，年初推出大碟《Welcome Back》大賣四白金（20萬張）的卓越成績，在翌年於紅館舉行十場「雪映美白」演唱會，刷新個人演唱會場數紀錄。年尾亦以歌曲《飄》及《我寂寞》奪得多個十大歌曲獎項，成績備受肯定。惟之後公司更改發展路線，加上樂壇形勢大為轉變，陳慧嫻的歌唱事業並未如留學前般發展順利。往後有感自己在樂壇的位置已經失焦，數次淡出樂壇，期間只舉行演唱會。
2013年，環球唱片邀請陳慧嫻加盟，特意為她重組寶麗金品牌，她正式宣布全面復出。在2014年，陳慧嫻除推出翻唱碟《By Heart》及精選碟《Back to Priscilla 嫻情三十》外，亦舉行她入行30周年紀念演唱會《Back to Priscilla 30th Anniversary Concert 2014》。三場演唱會火速爆滿，銷量及口碑俱佳，而專輯數度問鼎香港唱片商會銷量榜冠軍，令陳慧嫻在2014年取得優秀成績，成為香港唱片商會年度本地銷量最高的歌手之一。她更獲得樂壇巨星兼好友張學友及譚詠麟等大讚狀態出色，學友更盛讚她是「真正回歸樂壇」，足見陳慧嫻是年復出受到各方重視及認可。2015年宣布與寶麗金續約兩年，並於同年推出第二張翻唱碟《Evolve》，再度問鼎香港唱片商會銷量榜冠軍3周。
2022年，陳慧嫻轉投英皇娛樂，後於2023年至2024年擔任無綫電視歌唱選秀節目《中年好聲音2》評審，並於2025年舉行她入行40周年紀念演唱會《The Fabulous 40 Priscilla 陳慧嫻演唱會》。

## 早年生活
陳慧嫻生於香港，籍貫廣東番禺，家中長女，有一個小一歲的妹妹和一個小十歲的弟弟（其弟是劉浩龍的小學同學）。父親陳澄波於20歲時誕下她。母親比父親大兩年，皆於入境處任職。由於父母年輕，忙於上班，陳慧嫻早年在香港島灣仔大坑道的住宅成長，年輕時寄居外婆家中，因此，自小陳慧嫻與父母關係疏離。她就讀聖保祿幼稚園、瑪利曼小學（1978年畢業）。有感自己得不到父母愛惜，而且十分貪玩，對學業毫無興趣，更於小學三年級時留級，父母因此將她接回家。之後她開始明白讀書的重要性，便開始認真讀書。中學入讀當時位於跑馬地藍塘道的名校瑪利諾書院（現名瑪利曼中學），與香港女歌手林憶蓮是中五同班同學。中學時期的陳慧嫻經常參加學界歌唱比賽以及在學校聯誼活動上表演唱歌，曾獲拔萃男書院校友會及喇沙書院學生會邀請到校演唱，而李克勤亦是在當時學校聯誼的臺下觀衆之一，她可説是是當時學生群體內的名人。除歌唱比賽和合唱團活動外，陳慧嫻自小學開始已積極參與香港學校朗誦節之朗誦比賽，並曾兩度獲得中文詩詞獨誦季軍；以及於1978年贏得中一女英文獨誦冠軍。小六階段更代表學校參與港督府英女王壽辰園遊會，與麥理浩握手。經過預科畢業後，她考入了香港浸會學院英文系。

## 歌唱事業

### 法安利製作時期（1983－1986年）
1983年陳慧嫻參加過多場歌唱比賽後，早已成為學生群體內的知名人物。在中五時，由於當時樂壇著名年輕音樂人、當時屬於法安利製作公司的安格斯（麥偉珍）正籌備製作一張少女合輯，她便獲邀到錄音室試音，在試音期間唱出《痴情夢醒》（其後收錄在《少女雜誌》內）令當時所有製作人都感到非常震驚，包括錄音師李振權和經理人趙潤勤，因為她本身嬌小玲瓏、毫不起眼，卻有一把成熟而響亮的美妙聲音。於是，她就簽約法安利製作公司，被安排與陳樂敏及黎芷珊組成組合「少女雜誌」，一起灌錄以少女情懷為主打的同名雜錦唱片《少女雜誌》，大碟由法安利全資製作及擁有，由寶麗金唱片發行。同期屬於另一唱片公司EMI的歌手盧業瑂邀請陳參與錄音過程。而當時EMI亦曾邀請她加盟合組八人新組合，但她最終選擇法安利。1984年1月，《少女雜誌》大碟推出，陳慧嫻正式出道。不久，她便因大碟中《逝去的諾言》一曲嶄露頭角，取得香港電台中文歌曲龍虎榜冠軍及當選無綫季選金曲，《少女雜誌》銷量達到白金唱片佳績，及後她更獲十大中文金曲1984年度最佳新人獎。
1984年8月24日，陳慧嫻脫離少女雜誌獨立發展，推出首張個人大碟《故事的感覺》，銷量達到白金，主打歌《玻璃窗的愛》取得不俗成績，獨立發展後首度取得冠軍歌。1984年9月15至16日，陳慧嫻與林姍姍、李麗蕊、鮑翠薇及當時尚以唱片騎師藝名「611」進行演藝活動的林憶蓮，以香港樂壇青春少女歌手形象，於香港浸會學院大專會堂（今香港浸會大學大學會堂）合演青春音樂劇《初戀五重奏》。:74
1985年1月，陳慧嫻在日本Phonogram/PHILIPS公司同時推出了一張日語 Single《千年戀人》，以及一張收錄日、粵語歌曲並以「少女雜誌」牌頭出版的同名大碟《千年戀人、少女雜誌》，正式在日本出道，兩張碟收錄的日語歌曲都是由陳慧嫻及少女雜誌原來的歌曲填上日文詞而成。陳慧嫻期間前往日本宣傳及演唱，更受多本日本雜誌專訪及報導，以及上日本音樂節目演唱日文主打歌。9月6日在香港推出《陳慧嫻》同名大碟，主打歌曲《花店》一曲大熱，唱片銷量達到白金。

### 寶麗金黃金時期（1986－1989年）
1986年法安利試圖再次推動樂隊熱失敗，從唱片公司改組成為經理人公司。陳慧嫻在法安利公司推薦下與原來只負責發行的寶麗金簽約，成為寶麗金合約歌手。經過重新包裝，5月30日推出《反叛》，以日式少女形像及《跳舞街》等金曲令陳慧嫻踏上一線歌手之路。銷量達三白金。同年從香港浸會學院（浸會大學的前身）退學以全力發展事業，並表示將積極發展歌唱事業及儲蓄，以實現於1990年唱片合約約滿後赴美國升讀大學，償還父母的心願之餘，亦遂自己志願。
1987年2月19日推出《變、變、變》大碟，因唱片造型不受歡迎，被認爲頭飾酷似陳立品，聲勢稍微回落，但銷量仍超過三白金。同年7月24日推出首張精選大碟《Remix+精選》得金唱片。時值譚詠麟及張國榮之歌迷爭霸白熱化時期，譚詠麟、張學友、徐小鳳先後於同年暑假檔期開演唱會，歐丁玉於是着手為陳慧嫻製作一張新唱片《嫻情》，並轉以復古形象戴帽示人，其形象多變，反而更受歡迎，更被封為「帽子天后」。1988年《傻女》（國語）、《秋色》三張大碟相繼推出，每張大賣十數萬張，秋色更有四白金銷量。當中《傻女》、《人生何處不相逢》、《一對寂寞的心》、《Joe le Taxi》等獲得多個獎項，包括憑《傻女》奪得香港电台十大中文金曲及无线电视十大劲歌金曲，而《傻女》更是陳慧嫻最喜歡以及最能代表自己的歌曲。此外，她更憑《人生何處不相逢》一曲在叱咤903首次奪得三周冠軍，并在同年获得了商业电台叱咤乐坛流行榜叱咤乐坛女歌手银奖，聲勢一時無兩。
1989年，是陳慧嫻歌唱時期最高峰的一年，同年7月25日推出《永遠是你的朋友》一碟，《千千闋歌》（原曲為日本歌手近藤真彦的《夕焼けの歌》（與梅艷芳為同一首歌改編）一曲唱至街知巷聞，獲獎無數，亦再次在叱咤903奪得三周冠軍，為華語樂壇經典金曲之一。該大碟銷量估計達35萬張（七白金），為當年最高銷量大碟，陳慧嫻已被各界廣泛封為「天后」。同年8月28日至9月2日於紅磡香港體育館舉行六場「幾時再見演唱會」，為陳慧嫻首次個人演唱會亦為暫別樂壇演唱會。演唱會原定只舉行三場，但由於反應熱烈，已不斷加場但門票仍火速售罄，加至六場後由於檔期問題已不能再加（緊接檔期是譚詠麟的《再續浪漫演唱會》，在「幾時再見演唱會」後舉行）。在演唱《千千闋歌》之前，陳慧嫻對着紅館萬多位觀眾講過一番說話「珍惜身邊每一個人」，緊接說完「慧嫻要走了」之後，全場掌聲及歡呼聲雷動，更獲得多名觀眾高呼挽留，而她在唱歌期間更泣不成聲，唱罷更先讓舞者離場，依依不捨走回後台。事後有傳媒報道指演唱會全場爆滿，不剩空位。在1989年度的各大頒獎禮，陳慧嫻不但在港台頒獎禮憑《千千闋歌》奪得香港电台十大中文金曲及无线电视十大劲歌金曲奖，更於叱咤頒獎禮中憑《千千闋歌》获得了商業電台叱咤樂壇流行榜叱咤樂壇女歌手銅獎（同屆金獎得主是梅艷芳，銀獎得主是林憶蓮）及以2715票壓倒性姿態獨得了「我最喜愛的歌曲大獎」。而商台高層俞琤更直指此獎項為「真正代表民意」，似暗諷TVB。源由是同年梅艷芳亦曾推出與《千千闋歌》同曲的《夕陽之歌》，惟《千千闋歌》無論在聲勢或受歡迎程度都較優勝下，卻在勁歌金曲頒獎禮不敵《夕陽之歌》失落金曲金獎，而陳慧嫻亦在寶麗金要求下，未有留在台上等待宣佈頒獎一刻，可見此獎項令各方不滿。此外，《永遠是你的朋友》大碟中的第二主打歌曲《夜機》亦是大熱作品，同樣取得十大中文金曲獎，在港台頒獎禮上的十大歌曲獨佔兩首，成績驕人；陳慧嫻也是至今惟一一位憑同一張專輯內兩首歌曲連奪同一年度兩首「十大中文金曲」的女歌手。1990年2月9日，她正式離港赴雪城大學攻讀心理學，直至1994年底以全優生身份大學畢業回港。跟張國榮不同，由於當初她打算學成後隱退，因此並沒進行封咪儀式，只於啟德機場跟歐丁玉、張學友及眾樂迷道別，卻引來中外傳媒廣泛報道；事實上，陳慧嫻早在浸會退學前已承諾父母必會完成大學學業，因此她信守對父母承諾重拾課本返回校園。
|                                      | 實在要珍惜你們身邊每一個人。 各位，你們要保重，慧嫻要走了。 |
| ——1989年9月2日，陳慧嫻幾時再見演唱會 |                                                             |

### 留學期（1990－1994年）
據陳慧嫻所言，她最初打算繼與寶麗金唱片公司合約結束後專注在美國的學業，畢業後進軍商界而不再從事歌唱工作，因爲她認爲唱歌的事業並不穩定，但或因歌迷和唱片公司影響下，改變主意。她與寶麗金簽訂協議，每逢暑假都可以回到香港進行錄音工作，而留學期間不會與其他唱片公司進行錄音，她表示這是因爲只信任歐丁玉監製她的作品，自己擁有保留出唱片的權力。歐丁玉在專注張學友的專輯製作時，亦與負責亞太區業務的陳少寶保持聯絡，以便在適當時候讓她回港灌錄新專輯。1991年，慧嫻在暑假時間正式進行錄音，即1992年3月26日推出的《歸來吧》一碟。此大碟水準甚高，其中第一主打《飄雪》一曲在華人地區傳唱度極高。此大碟在陳慧嫻缺席主要宣傳下，亦能賣出得三白金，而碟中《紅茶館》一曲，更勇奪1992年度香港電台十大中文金曲頒獎禮－十大中文金曲獎。
1993年，承接上一張《歸來吧》的成功，同年10月15日推出《你身邊永是我》大碟及替無綫電視拍攝音樂特輯《紐約嫻情》，成績不俗，初推出已達雙白金銷量，主打歌曲《Jealousy》亦相當受歡迎，取得RTHK榜冠軍。
1994年，由於陳慧嫻決定在大學畢業後重投歌唱事業，同年10月4日推出《今天的愛人是誰》新曲+精選以預備翌年回歸香港樂壇，大碟銷量達雙白金，當中收錄的全新作品《今天的愛人是誰》受到熱播，成為四台冠軍歌，更在叱咤903奪得兩周冠軍。於是一切準備就緒，期待陳慧嫻1995年初學成歸來的發展。

### 寶麗金中後期（1995－1997年）
1995年初，陳慧嫻畢業返港後立即重投演藝工作，分別於1995年2月及11月推出《Welcome Back》和《我不寂寞》兩張大碟。专辑《Welcome Back》成绩非常理想，其中《戀戀風塵》一曲連續上榜11個星期，接力主打《今天夜裡總下雨》、《留戀》亦受到熱播，《Welcome back》專輯連續六星期進佔IFPI唱片銷量榜冠軍位置，銷量衝破四白金。年中與劉德華參與商台廣播劇《我心不死》取得不俗反應，包括劇中主題曲《我心不死》。同年11月，推出另一張粵語專輯《我不寂寞》。專輯主打歌《飄》為她奪得「專業推介・叱吒十大」歌曲獎，又憑《我寂寞》奪得香港電台十大中文金曲及無線電視十大勁歌金曲獎，並在同年獲得了香港電台十大優秀流行歌手獎，復出後的成績備受肯定。惟當時樂壇正值不少後浪同時崛起，除如日中天的王菲外，還有彭羚、鄭秀文、李蕙敏亦有相當攻勢，因此年底的人氣稍為回落。
1996年，陳慧嫻在農曆新年於紅館舉行一連十場《雪映美白演唱會》，是她繼1989年的暫別樂壇演唱會後再次舉辦演唱會，是自己歷年舉行的場數之冠，並推出新曲+精選碟《心滿意足》當選無綫季選金曲，坊間反應不錯。下半年，再推出《問題女人》大碟及拍攝音樂特輯《英倫奇緣》，虽此专辑主打曲《奇妙旅程》在年底获仍得了无线电视十大劲歌金曲奖，但外間對《問題女人》大碟的歌曲及造型轉變評價兩極，陈慧娴的唱歌生涯也在此遇到瓶颈。
陳慧嫻回港後的發展並未如80年代末般順利。當時寶麗金旗下已簽下不少歌手，致使陳慧嫻得到的公司資源被分薄，聲勢開始減弱，這可謂她的事業由盛轉衰的分水嶺。此外，有公司高層召見指她「不夠合群」，不喜和公司同事交際及出席應酬活動，合作不太愉快。1997年，陳慧嫻轉趨低調，曾公開表示會減少競爭樂壇獎項，自此再沒出席過任何年尾總選頒獎禮（擔任表演及頒獎嘉賓除外），全年只集中在台灣推出國語碟《心就要飛了》及有關宣傳活動，及於香港體育館舉行兩場《慧嫻·港樂奇妙旅程》与香港管弦乐团合作及推出其現場錄音大碟，是年只派過《二人時間》一首廣東單曲（《慧嫻·港樂奇妙旅程》現場演唱版本）。同年寶麗金唱片公司宣布陳慧嫻唱片累計總銷量超過1000萬張。

### 新藝寶時期（1998－2000年）
1998年，陳慧嫻感覺受到寶麗金的不公平對待，自己在復出後推出的唱片銷量成績不俗，但卻不能取得十大最高銷量等，而在另一歌手李蕙敏加盟寶麗金後，陳慧嫻已不是公司力捧對象。她對寶麗金心灰意冷，認為留待該公司已不能發揮，為求有新突破，主動要求改投唱片製作及運作獨立的新藝寶。豈料情況更差，在宣傳和選歌方面的策略未如理想，陳慧嫻亦感和新公司溝通不足。儘管如此，她在98年推出《愛戀二千小時》概念大碟，10首歌曲圍繞愛情小說內容情節發展而創作，為樂壇少見，《玩味》大熱，市場叫好，97亞洲金融風暴下，銷量仍約有兩萬多張，反應口碑仍算不俗；同時亦與鄭子誠合作演出香港電台《愛戀二千小時》廣播劇。她其後獲邀主唱第17屆（1998）香港電影金像獎主題曲《因你才有這一天》。
1999年5月，陳慧嫻推出專輯《正視愛》，首次起用新監製方樹樑，走潮流Band Sound電子音樂路線，改用更潮更少女的唱腔，營造全新感覺，初推出已有一萬五千張銷量，在當年香港唱片業低迷來說不俗，惟慧嫻感當時樂壇焦點已不在她身上，雖然得到傳媒表示會支持她的新音樂，卻未見廣泛熱播流行。同年8月在内地推出《正視愛》CD+VCD引進版，多收錄兩首國歌曲。為打入内地市場，其間到電視台宣傳及演唱，及在北京舉行簽售會。
2000年9月，推出在新藝寶最後一張專輯《為你好》，專輯部分回復80、90年代曲風，但唱腔細膩清新，亦有起用新創作人，如彭海桐（彭妮）的《這一天》，林一峰的《睡公主》及《今日不一樣》，惟大碟在近乎沒有宣傳下靜靜推出，致使不太多迴響。

### 淡出樂壇（2001－2003年）
2000年9月在《為你好》一碟推出後，陳慧嫻因唱片市度不景氣，再次有感自己在樂壇中失焦，找不到方向，因此在2001年，尚欠一張唱片約的情況下被解約，正式離開新藝寶。及後陳慧嫻認為自己在留學前的發展太順利，受到公司很大保護，而在回港後的發展諸事不順，在2002年患上焦慮症，相信患上焦慮症的其中一個原因是她由美國帶回香港的白貓爬出其寓所從27樓高處墮斃，令她承受沉重打擊。若干年後則因另一隻貓「大眼」的去世，令她明白人生無常，感到釋懷，亦因此想通了，焦慮症便痊癒了。

### 環球時期（2003年）

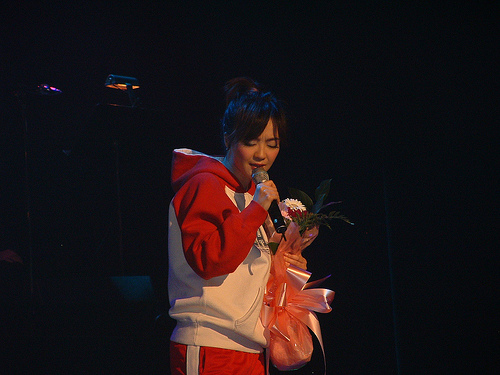
2004年5月，陳慧嫻在加拿大巡迴演唱會

2003年被環球唱片公司陳少寶力邀而復出樂壇，03年初新歌《明日有明天》大受好評，與關心妍合唱的歌曲《拈花惹草》更成兩台冠軍歌，7月在紅館舉行兩場《陳慧嫻·2003珍演唱會》及後推出《2003珍演唱會》CD、VCD、DVD。同年8月推出大碟《情意結》，在市場口碑佳，但2003年SARS事件後經濟下跌，銷量僅得8,000多張，相比九十年代相差太遠。陳慧嫻更表示對香港唱片市場心灰意冷，並考慮重返校園修讀心理學碩士課程，引來樂壇譁然。此時期只出席受邀之本地音樂頒獎禮及國內外音樂會。

### 再次淡出樂壇（2004年－2006年）
由於在2003年復出並推出的專輯《情意結》在精良班底製作及大量宣傳攻勢下，銷量未如預期，使陳慧嫻心灰意冷再次淡出香港樂壇，偶爾公開露面但並沒再推出任何新歌或專輯。

### 復出開拓內地市場（2007－2008年）
陳慧嫻於2007年與國際娛樂有限公司合作，於7月正式宣布再戰樂壇，重新出發。
2008年1月28日，發表全新單曲《無名指》（前名《誰都是錯》），歐丁玉監製，同年2月8日及9日在九龍灣國際展貿中心開兩場慈善演唱會《陳慧嫻活出生命II演唱會2008》，所得收入全部捐獻于慈善事業。3月以「2008道路安全大使」身分主唱道路安全主題曲《願景》及拍攝宣傳廣告。4月環球唱片先後推出《陳慧嫻活出生命II演唱會》CD、VCD及DVD， 包括單曲《無名指》。此外，她在演唱會中翻唱李克勤的首本名曲《月半小夜曲》亦備受讚賞，感情細膩，充分演繹出歌曲哀傷的感覺。7月25日，陳慧嫻舉行《2008陳慧嫻巡回奇妙世界演唱會》上海站。12月，陳慧嫻簽約兩年成為內地護膚品牌「巴黎艾爾詩丹」之代言人。是年因國際娛樂結束營業而結束合作。《無名指》獲第五屆《勁歌王》全球華人樂壇年度總選頒獎典禮-粵語金曲獎。

### 轉戰內地（2009－2013年）
2009年1月，陳慧嫻繼續其《2009陳慧嫻巡迴奇妙世界演唱會》，先後在多倫多、聖地牙哥及康州舉行分站。
2010年，陳慧嫻以「亞運歌手」身分演唱亞運會其中一首國語主題曲《亞細亞》，並開始展開其《陳慧嫻2010年激情盛放亞細亞（ASIA）巡迴演唱會》，其中在7月24日舉行廣州站、9月21日舉行佛山站、11月6日舉行澳門站、11月13日舉行成都站。而她亦曾在10月主唱內地公益歌曲《愛佑童心》。
2011年發表全新國語單曲《雪飛花》，11月11日再度延續其亞細亞巡迴演唱會，舉行了重慶站。
2012年4月，陳慧嫻為汶川地震四周年推出紀念單曲《讓愛綻放》。同年她繼續在內地舉行新的巡迴演唱會，名為《2012年陳慧嫻天后歸來吧·嫻情雪飛花演唱會》。她在8月18日舉行南寧站，而在11月24日舉行廣州站。

### 重返寶麗金（2013年－2022年）

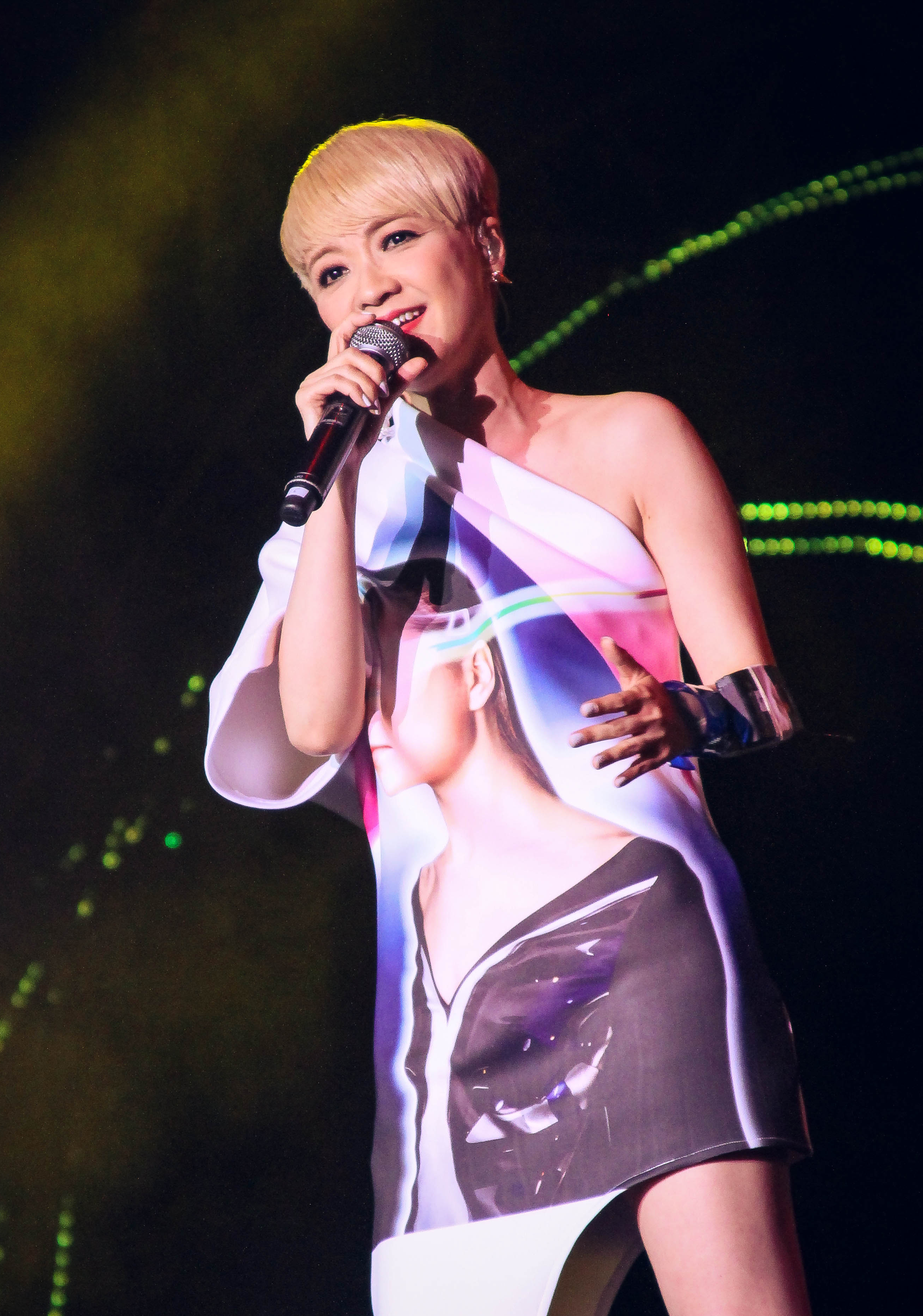
2014年7月，陳慧嫻在寶麗金永恆金曲演唱會新加坡站

2013年4月16日，陳慧嫻重返環球唱片簽約三年，而環球唱片為隆重其事，特意重開寶麗金品牌為其唱片公司，並計劃為她舉行紅館演唱會。而寶麗金在同年安排了《寶麗金Forever Live演唱會2013》，陳慧嫻亦是該演唱會的主要表演者之一，獻唱了包括《千千闋歌》、《傻女》和《夜機》多首經典金曲，10月12日再參與《寶麗金世界巡迴演唱會》佛山站表演。陳慧嫻重返寶麗金首張翻唱專輯《By Heart》在2014年4月7日推出，收錄十首寶麗金時期的著名作品，唱片連續五星期榮登香港唱片商會銷量榜冠軍位置。陳慧嫻透露選曲方向是向寶麗金黃金年代「致敬」，《By Heart》的取材範圍為寶麗金年代的經典歌手，然後選出喜歡這些歌手的歌曲、再考慮監製和其他同事（例如同公司的歌星好友譚詠麟、張學友和鍾鎮濤等）的意見，最後選擇十首清一色寶麗金歌曲作翻唱。首支派台作品為翻唱草蜢的《Lonely》，成為叱咤903及港台的冠軍歌。其後的《讓一切隨風》及《藍月亮》亦相繼派台。此外，《By Heart》亦收錄了她重唱1985年的作品《花店》，在接受訪問期間，監製葉廣權笑指當年的《花店》「不好聽」、「很小朋友」、「唔知唱乜」（不知道唱什麼）等，這亦是陳慧嫻重新演繹此曲的原因之一。6月17日推出三十周年精選集《Back to Priscilla 嫻情三十》，並在6月19-21日於紅磡香港體育館舉行三場《Back to Priscilla 30th Anniversary Concert 2014》，十一年後再次在紅館舉行個人演唱會，是次演唱會叫好叫座，一票難求，更為廣大樂迷帶來一個全新的陳慧嫻。8月26日推出演唱會實況專輯，亦榮登香港唱片商會銷量榜冠軍。
在30周年演唱會中，擔任嘉賓的張學友對陳慧嫻的評價：「你們今日見到的慧嫻，無論她之前怎樣說要回來唱歌，我覺得今日的陳慧嫻真的已準備好跟大家見面，作為相識30年的朋友，今日真的非常非常開心。」，並希望她正式回歸樂壇後，可以為歌迷帶來更多好歌。
在2014年度，陳慧嫻共出的三張碟成績非常突出，香港唱片商會銷量榜合共以6星期冠軍，並且總共上榜周數達22周，成為冠軍周數最多的本地歌手，可見其在香港樂壇的叫座力不減當年，銷量穩佔樂壇前列，再創事業高峰。同年，陳慧嫻接連參與了《寶麗金永恆金曲演唱會》新加坡（7月14日）站。
2015年1月中，歌手李逸朗以「哭腔」翻唱陳慧嫻的經典歌曲《傻女》網絡爆紅後，使得陳慧嫻再次受到香港年輕一輩認識，她原唱的《傻女》的點擊率亦因此大幅增加。1月31日，於東莞新籃球中心舉行《Back to Priscilla 30th Anniversary Concert》的東莞站巡迴個唱。2月19日大年初一晚擔任譚詠麟友情歲月演唱會嘉賓，期間獲得各方稱讚其狀態為近年最「Fit」。3月14日，陳慧嫻參與了《寶麗金永恆金曲演唱會》澳門站。4月9日，陳慧嫻與環球唱片簽定經理人合約，同時宣布續約寶麗金品牌。5月9日，陳慧嫻參與了《寶麗金永恆金曲演唱會》廣州站。7月11日，於馬來西亞雲頂雲星劇場舉行《Back to Priscilla 30th Anniversary Concert》雲頂站，7月18日，於廣西體育中心體育館舉行《Back to Priscilla 30th Anniversary Concert》南寧站。9月5日，於澳門威尼斯人金光綜藝館舉行《Back to Priscilla 30th Anniversary Concert》澳門站。11月推出翻唱專輯《Evolve》，推出兩日獲金唱片銷量，連續三星期榮登香港唱片商會銷量榜冠軍，12月5日，於上海梅賽德斯奔馳文化中心舉行《Back to Priscilla 30th Anniversary Concert》上海站，全場坐無虛席一票難求。同月TVB舉辦了一場《陳慧嫻的千千闋歌》音樂會。

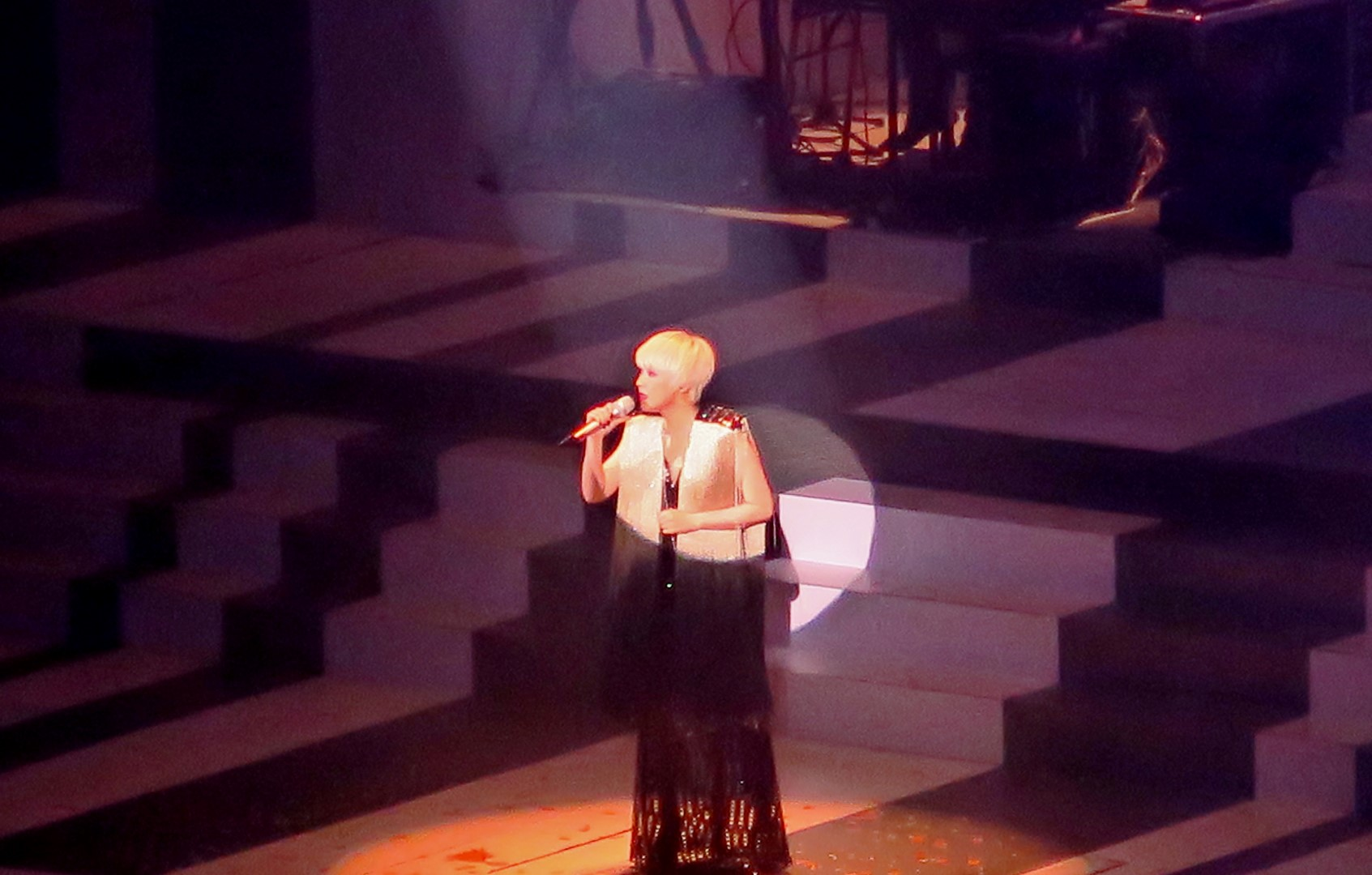
2016年3月，陳慧嫻在陳慧嫻 Priscilla-ism演唱會上

2016年3月於紅磡香港體育館舉行《陳慧嫻Priscilla-ism演唱會》，反應熱烈二度加場，2場加至4場，4場演唱會爆滿，演唱會邀得譚詠麟、李克勤、鍾鎮濤、許志安、草蜢擔任嘉賓，藝人盧冠廷、黎芷珊、周汶錡、陳志雲、藍奕邦、關心妍、李逸朗、麥家瑜、林家棟、陳奐仁；學者沈旭暉都是座上客，樂壇巨星陳奕迅欣賞第一場後在後台及陳慧嫻討論本演唱會，本演唱會陳慧嫻在台上「秒速變裝」，僅用幾秒時間將黑色透視短裙搖身一變成大紅deep V長傘裙引來不小迴響。5月7日，於廣州體育館舉行《陳慧嫻Priscilla-ism演唱會》廣州站。6月被選為「麥當勞叔叔兒童之家」總義工領袖，7月25日推出《陳慧嫻Priscilla-ism演唱會》實況專輯與DVD，9月30日，於上海梅賽德斯奔馳文化中心舉行《陳慧嫻Priscilla-ism演唱會》上海站。
2017年6月10日於華潤深圳灣體育中心舉行《陳慧嫻Priscilla-ism演唱會》深圳站，7月1日於澳門威尼斯人金光綜藝館舉行《陳慧嫻Priscilla-ism演唱會》澳門站，8月12日於東莞籃球中心舉行《陳慧嫻Priscilla-ism演唱會》東莞站,9月3日於美國內華達州Reno Event Center舉行《陳慧嫻Priscilla-ism演唱會》雷諾站，12月16日於武漢華中科技大學光谷體育館舉行《陳慧嫻Priscilla-ism演唱會》武漢站。
2018年3月17日於重慶國際博覽中心舉行《陳慧嫻Priscilla-ism演唱會》重慶站，2018年4月21日於佛山市嶺南明珠體育館《陳慧嫻Priscilla-ism演唱會》佛山站，6月30日於南京青奧體育公園體育館舉行《陳慧嫻Priscilla-ism演唱會》南京站，8月18日於成都四川省體育館舉行《陳慧嫻Priscilla-ism演唱會》成都站，8月30日，為紀念已故巨星陳百強及其60歲冥壽，環球唱片推出一張粵語翻唱致敬大碟《環球高歌陳百強》，收錄了多首重新編曲演唱的陳百強經典歌曲，由十二位香港著名歌手參與，當中陳慧嫻揀選了《偏偏喜歡你》翻唱，作為對陳百強的致敬。9月9日陳慧嫻參與《環球高歌陳百強》演唱會。10月20日於湛江體育中心體育場舉行《陳慧嫻Priscilla-ism演唱會》湛江站，10月27日於華潤深圳灣體育中心＂春繭＂體育館舉行《陳慧嫻Priscilla-ism演唱會》深圳站-Encore，11月10日於新亞洲體育城星耀體育館舉行《陳慧嫻Priscilla-ism演唱會》昆明站，11月22日舉行《陳慧嫻Priscilla-ism演唱會》大西洋城站，11月24日舉行《陳慧嫻Priscilla-ism演唱會》拉斯維加斯站，12月8日於湖南國際會展中心舉行《陳慧嫻Priscilla-ism演唱會》長沙站，12月15日於澳門銀河酒店舉行《陳慧嫻千千闋歌音樂會》，12月22日於無錫市體育中心體育館舉行《陳慧嫻Priscilla-ism演唱會》無鍚站。2018年，有時尚專欄指出陳慧嫻的時裝打扮非常緊貼潮流，即使穿上COMME des GARÇONS、Simone Rocha等，帶有少女風格的衣著亦不會令人覺得不合適。
2019年1月5日於杭州黃龍體育中心舉行《陳慧嫻Priscilla-ism演唱會》杭州站，4月27日於廣州海心沙亞運公園舉行《陳慧嫻Priscilla-ism演唱會》廣州站，9月7日於澳門新濠影滙綜藝館舉行《陳慧嫻新濠至尊演唱會》，11月23日於海口市五源河體育中心體育場舉行《陳慧嫻Priscilla-ism演唱會》海口站。12月21日於宜昌奧體中心體育館舉行《陳慧嫻Priscilla-ism演唱會》宜昌站，2020年1月4日第三次於華潤深圳灣體育中心＂春繭＂體育館舉行《陳慧嫻Priscilla-ism演唱會》深圳站。
2021年11月3日，陳慧嫻於香港會議展覽中心 Hall 5BC 參與《寶麗金50周年演唱會》，先後演唱《流離所愛》（與黃凱芹合唱）、《跳舞街》、《逝去的諾言》、《痴情意外》、《夜機》及《千千闋歌》。
2022年5月與香港環球唱片結束合約。

### 英皇時期（2022年至今）

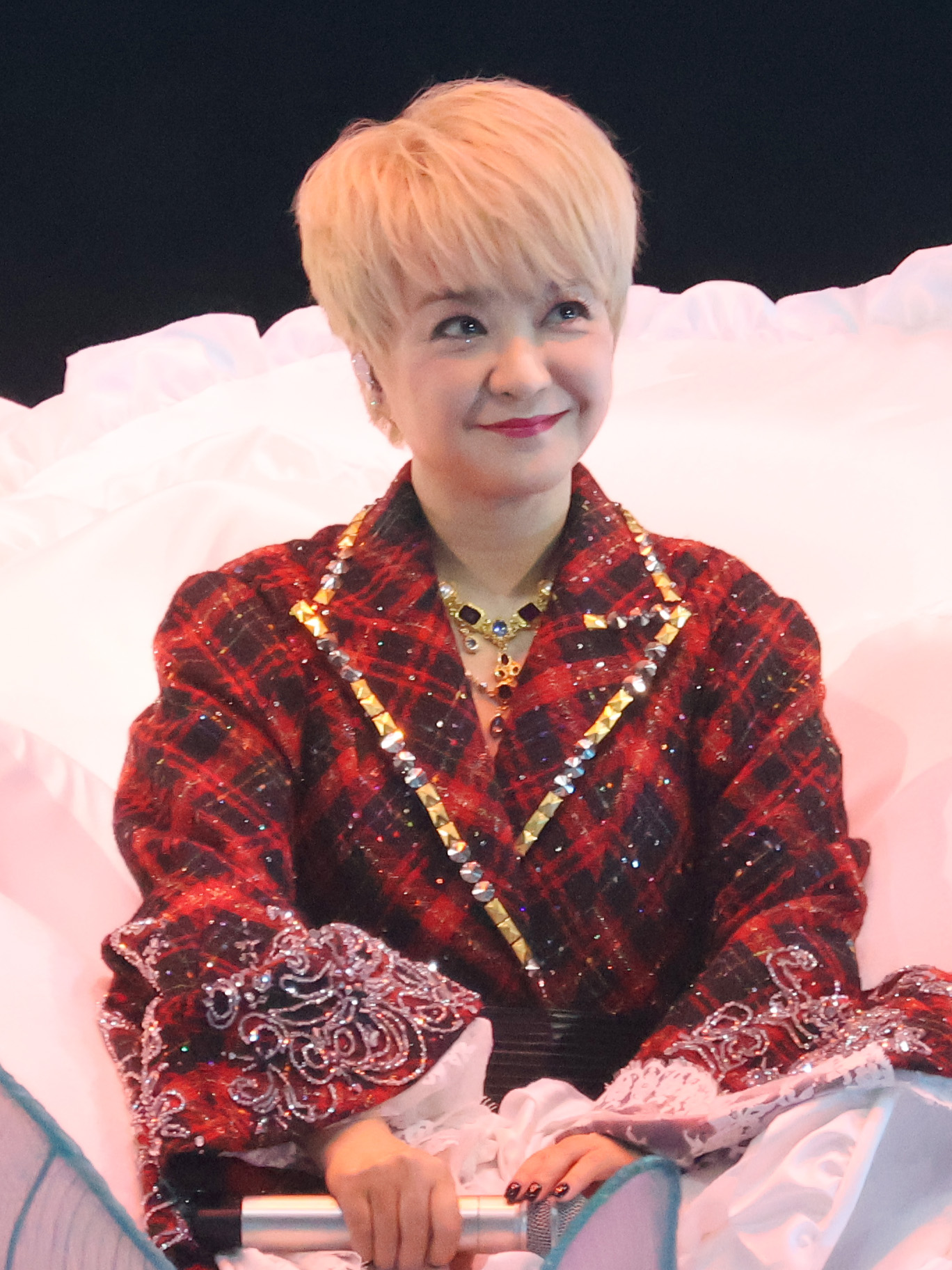
2025年1月24日，陳慧嫻於紅磡香港體育館參演《The Fabulous 40 Priscilla LIVE IN HONG KONG 陳慧嫻演唱會》

2022年7月28日，陳慧嫻趁57歲生日之際，宣布正式加盟英皇娛樂，英皇經理人霍汶希及一眾英皇藝人如任達華、惠英紅、李克勤、容祖兒、古巨基、謝霆鋒、Twins等均拍攝影片致賀及歡迎。
2022年9月，陳慧嫻宣布加盟由東方衛視製作的中國大陸音樂競演綜藝節目《我們的歌 (第四季)》。
2022年10月26日，陳慧嫻推出《一生懸命》3CD新曲加精選專輯，由環球唱片發行，收錄兩首全新灌錄廣東歌《早機》及《回家》，並獲得5星期香港唱片商會銷量榜冠軍的佳績。
2023年8月12日，陳慧嫻宣布將出任無綫電視歌唱選秀節目《中年好聲音2》評審。該節目後於2023年9月10日至2024年3月24日於翡翠台播出正賽。
2023年10月14日及10月21日，陳慧嫻與同屬唱片及經紀公司英皇娛樂的許靖韻和泳兒分別於美國閃電谷賭場渡假村（Thunder Valley Resort Casino）及美國大莊家賭場度假村（Pechanga Resort Casino）進行共兩場的Her Live三人演唱會。前後演唱《明日有明天》、《情意結》、《人生何處不相逢》、《傻女》，與泳兒合唱《反叛》、與許靖韻合唱《跳舞街》、《飄雪》、《逝去的諾言》、《夜機》，以及《千千闋歌》。
2023年11月19日，陳慧嫻出席無綫電視《萬千星輝賀台慶2023》並擔任表演嘉賓。
2024年11月12日，陳慧嫻宣布於2025年1月21、22、24及25日在香港體育館舉辦四場紀念她入行40周年的演唱會《The Fabulous 40 Priscilla LIVE IN HONG KONG 陳慧嫻演唱會》，並以花卉及花期為主題。 為宣傳演唱會，陳慧嫻先後於同年9月及12月分別推出兩首全新灌錄廣東歌《給親愛的親愛》及《陪伴》。 12月23日，因反應熱烈，宣布紅館演唱會加開1月26日一場，並於同日舉辦《Priscilla Chan The Intimate Live》網上直播演唱會，宣傳紅館演唱會。及後宣佈演唱會在1月30日加開最後一場。
2024年11月，陳慧嫻在中國芒果TV製作的音樂真人騷《聲生不息·大灣區季》第一期中擔任飛行嘉賓，與譚詠麟共同演唱《講不出再見》以及緬懷和紀念梅艷芳而演唱《千千闋歌》和《夕陽之歌》。

## 個人生活

### 家庭
陳慧嫻出生於小康之家，父母皆任職公務員，父親陳澄波擔任入境處高層，官至助理處長，現已退休，母親在銓敘科曾為商業電台首席智囊陳志雲的上司。父母管教方式嚴格保守，要求他們必須完成大學課程。此外，陳慧嫻出道後，即使她已經長大，父母依然禁止她拍拖，因此她只能暪著父母約會，但與歐丁玉約會期間被記者發現並公開兩人戀情，而遭受父母責備。此外，陳慧嫻的妹妹少她一歲，弟弟則少她十歲。陳慧嫻與妹妹十分要好，陳慧嫻在孩童時期犯錯，通常連累自己妹妹一起被父母受罰。現時陳慧嫻的妹妹在多倫多任職人事部主管，而弟弟則曾在投資銀行高盛上班。

### 學業
陳慧嫻於瑪利曼中學修讀英文、英史、經濟、哲學及英國文學。她坦言當年最害怕是中史科，因為覺得中文好難，更害怕到缺席會考，因此考獲U（Unclassified不予評級）。而最喜歡是世界歷史，第一次會考得了B，不過好勝的她不甘心，下一年再重考考取了A（最高等級）。
陳慧嫻在求學時期時已非常熱愛唱歌。她在小學開始參加朗誦訓練，曾在比賽憑《插秧歌》奪得第三名，培養了她日後唱歌時「字正腔圓」的風格。陳慧嫻在中學時期已是校內的活躍分子，除了參加歌唱比賽外，亦是話劇、辯論、歌唱、賽跑等學會的成員之一。在中學時期曾奪取賽跑比賽冠軍，亦參與過多項中英文朗誦且經常得獎。
由於中學就讀名校，她即使在中五開始出道，依然能在公開試考獲不俗的成績，雖然無緣入讀心儀的香港大學。不過陳慧嫻後來卻於1986年因發展事業退學，她透露是因為考完一科法文後真的感到力不從心，無法同時兼顧好學業和事業，因而選擇退學；起初父母反對她不完成學業而出道成為歌手，後來陳慧嫻承諾在與唱片公司完約後便會繼續學業才作罷。
1990年跟寶麗金完約後正式暫別樂壇，入讀紐約州雪城大學，主修心理學，副修工商管理。主修心理學是因爲認爲自己性格感性，並喜歡研究人的性格，而副修工商管理是因爲這對從商的工作有所得益。首兩年大學生涯只能住在較狹窄的宿舍，後期則搬至一所離學校只有數分鐘車程的公寓，面積過百呎，每天上學駕私家車代步。陳慧嫻在美國專心學業，雖然曾數度趁假期回港錄音，但依然能跟上學業，終在1994年底以GPA3.645分取得一級榮譽學位畢業。

### 感情生活
陳慧嫻曾多次公開剖白情史，並透露她是一個很依賴男友的女性，會將自己生活的重心放在男友身上，很需要疼錫。她亦說之前拍拖時是一個接一個，未嘗單身，因此當後來受情傷後回復單身感到不習慣，需要慢慢適應，直至近年才「心如止水」，順其自然。她透露自己在過去的三段關係中都受到很大傷害。她亦說在年輕時認為愛情是一切，並不相信友情，現在則明白友情才是永恆的。
陳慧嫻自幼稚園起便已經暗戀男同學，及至小學暗戀多個男同學，然而都無疾而終，笑稱這些暗戀經歷帶來的「自我創傷」是為她在出道初期唱情歌表現的因素。她表示初戀是在中二的時候，對象為其妹妹同學的哥哥。兩人相識的緣故為跟隨妹妹去同學家玩時認識。男方一見鍾情，不久便展開追求,經常打電話來家中，聊電話粥。因為男方知道陳慧嫻的偶像是陳百强，每次約會之前，總會根據陳百强的照片，梳著陳百强的髮型，可謂用心良苦。但後來陳慧嫻發覺男方做事婆婆媽媽，便一怒之下與他分手了。
陳慧嫻出道後曾有三段公開的感情生活。其中歐丁玉（Michael Au）是香港著名唱片監製/製作人，曾長期任陳慧嫻唱片監製，對她事業幫助很大，早年於寶麗金任職唱片製作而與陳認識，其後相戀，1991年分手。據陳慧嫻憶述歐丁玉隨和，很就得人。不過，由於兩人分隔異地，感情開始疏遠，又指二人感情已不是愛情感覺，反而昇華到至親地步，及後她主動提出分手，1992年歐丁玉與另一女子結婚，當陳慧嫻得知歐丁玉拍拖及結婚，傷心痛哭，而傳媒則報道區的太太與陳慧嫻的樣貌很相似。二人分手後仍保持友好關係，區續任她唱片監製至2000年。
張卓文（Michael Cheung）為美術及形象設計師，因參與她的唱片設計工作而認識，她覺得對方很有才華，所以非常欣賞，及後成為情侶。陳慧嫻透露與對方一起期間，對方事業非常低潮，因而時常感到氣餒，經常表現灰心，這亦令雙方相處出現問題。她又透露曾多次以各種方式協助對方，助其度過難關。於2002年性格不合分開，陳慧嫻認為兩人在拍拖早期已覺得雙方性格差別很大，在經過多年努力亦失敗，她的焦慮症可能因這段戀情而起。雙方分手後，張要求陳慧嫻不要再在公開場合提起他。陳慧嫻透露張近年已結婚及育有一子。另張亦有出席陳慧嫻2003與2016演唱會。她亦力挺張卓文，指其事業發展已提升不少，籲身邊人不要再看不起他。
謝國麟（Tony Tse）為西醫，曾離婚，育有兩子女，在中學時期已是陳慧嫻的忠實歌迷及早已暗戀她。陳慧嫻在2002年患上焦慮症期間到醫院求醫遇謝，後戀上，她在03演唱會上向謝發表愛的宣言，戀情維持至2007年結束。當年陳接受明報周刊訪問時公布分手，分手原因是性格不合。謝曾求婚，但她認為兩人相處習慣和價值觀差別太大，未有答應。此外，她亦透露對方起初隱瞞曾經結婚，又指出對方因這段關係而被逼減少見其子女，令雙方關係變差。陳慧嫻後來憶述他們分手的原因是「性格不合」，由於謝要求陳閱讀不同深奧的文史哲原典，包括由司馬光主編的《資治通鑑》，乃至由德國哲學家康德、尼采及法國哲學家沙特等所撰寫的哲學書籍原著，而且對方經常工作至深宵，遂令兩人相處時間有限。此外，在2007年更被報導指陳慧嫻嘗試以「自殘」以求與男友復合，其後她否認，並指自己是一個很自愛的人，不會做到這種事。
事實上，陳慧嫻留學時亦有感情生活，相信此人為大學同學，但只與此人有過一段時間很短的關係。歐丁玉亦知曉此事但陳絕少公開談論此段戀情。
2016年發生「Mr. Impossible」事件，陳慧嫻女助手Elson即日在社交網站大鬧有男同志利用女人隱暪性取向，更用「Real Gay」、「有種基情叫單調」等字眼形容對號入座男同志，Priscilla-ism演唱會總監何秉舜亦在女助手社交網站暗諷對號入座男同志為「啃德基」，矛頭指向男歌手鄺祖德，陳慧嫻亦在社交網站暗指事件「無厘頭」，在微博對話中否認有失戀。事件後陳慧嫻在多個訪問中再強調與醫生男友分手後再沒有拍拖。
現時的陳慧嫻單身，她表示不會為了拍拖而拍拖，即使將來有適合對象，亦希望喜歡她的人不要因為她「陳慧嫻」的身分和形象，而是喜歡她本人。
2017年陳慧嫻與Priscilla-ism演唱會總監何秉舜傳出緋聞。

### 電影事業
陳慧嫻只曾在1986年4月11日上映的《痴心的我》客串飾演Priscilla一個角色，為劇中Jacky(張學友飾)在加拿大的女朋友。
在1990年香港上映的《倩女幽魂II：人間道》中，本來劇中傅月池一角由陳慧嫻飾演，但陳最後在開鏡前因事退出，改由李嘉欣接演。此外，在2004年在香港上映的驚心動魄中，原本陳慧嫻飾演周醫生(心理醫生)一角，她還為此買了多本分析心理、解構惡夢的書籍揣摩角色，可惜拍攝期間，陳慘受病魔煎熬最後只好向導演辭演，最後角色由黎耀祥頂上。雖然不能出演電影中，但仍是劇中主題曲《Yesterday Was A Lie》唱者。
她表示自己其後一直不拍電影是緣故為不喜歡「扮」，扮不夠做回自己那樣舒服，及認爲自己並不美麗動人，不風姿卓約，缺乏電影明星的星味。再者，當時經理人Tony和自己都並不熟絡於電影界，因而缺乏演藝的機會。同時自己喜歡唱歌多於拍戲，因此並沒有投身電影圈。

### 社交圈
陳慧嫻和張學友幾乎在同一時間進入樂壇，並共同效力寶麗金唱片公司，由於優秀唱功，兩人亦是寶麗金唱片公司的皇牌新人，合唱過不少金曲，在1980年代陳慧嫻的發展勝張學友，在張學友事業最低潮時，陳慧嫻曾幫助張學友領唱歌曲《一對寂寞的心》以助他度過難關，而張學友有多次公開感謝陳慧嫻給予合作機會。而當陳慧嫻1995年復出時，張學友已成為華語歌壇的重量級歌手之一，為幫助陳慧嫻重新打開市場，他與陳慧嫻共同合唱多首經典歌曲，包括《夜半輕私語》、《愛和承諾》等，傳為佳話，她亦被指是張學友在香港歌壇的紅顏知己。
林憶蓮是陳慧嫻中五的同班同學，據陳慧嫻憶述，林憶蓮當時為人低調、沉默寡言，很少參加校內活動（包括歌唱比賽），加上與陳慧嫻屬於不同朋友圈，因此兩人在中學時期並不稔熟。 陳認為當年因她與林二人均以學院派青春少女歌手形象出道，故起初難免有所競爭，但陳亦佩服對方在人生和音樂上的成長和進步。
陳慧嫻其他圈中好友包括陳百強（於其讀中學時為陳百強的超級粉絲，其後加入演藝圈而互相認識及成為好友）、梅艷芳、張國榮（梅張二人當時均隸屬華星唱片而未有合作機會，並同於1990年暫別樂壇後於1995年復出樂壇，而張國榮在其告別演唱會時因陳的出席而特意演唱了《千千闋歌》送給她聽，另外陳亦表示感到情緒低落時，張國榮也為她給予疏導及陪伴）、黃家駒、譚詠麟、鍾鎮濤、李克勤、鄭中基、黃凱芹、唐奕聰、林振強、林敏驄、陳少琪、劉卓輝、林子祥、劉浩龍、鄭丹瑞、何嘉麗、區瑞強、潘源良、許志安、鄧建明、草蜢、伍仲衡、王菲、關心妍、盧業瑂、陳慧琳、甘菁菁、陳淑芬、鄭秀文、湯寶如、梁詠琪、黎芷珊、林志美、Robynn and Kendy及林夕等。
此外，陳接受訪問時，表示自己欣賞G.E.M.、陳奕迅、王菀之和衛蘭等后辈歌手。她認為G.E.M.在香港得不到迴響，在國內節目「我是歌手」才能證明自己才華。陳奕迅則為香港注入重要元素，他的出現改寫了樂壇，歌曲的歌詞非常有意思。而王菀之的聲線非常動人，是她欣賞的地方。

## 軼事
陳慧嫻在出道初期只得80多磅，因外表瘦小不符合當時審美標準而想增肥。可是當時她表示無論是什麽方法都無法讓自己增肥，因而服用增肥藥，然而並沒有效果，只維持服用了1個月。然而現時的陳慧嫻保持控制體重，不使自己過肥。笑稱想肥的時候就瘦，想瘦的時候卻肥。
雖然陳慧嫻的造型一直備受推崇，除獲封「帽子天后」外，亦曾有日系、純情鄰家女孩等非常受歡迎的造型。但她在1987年《變、變、變》的「束髻」髮型則被歌迷譏笑似著名甘草演員陳立品。而自1990年起鮮有戴帽公開露面。
1985年的青年偶像演唱會是陳慧嫻第一次在香港紅磡體育館表演，因當時同場演出有張學友、林珊珊、林憶蓮、呂方等新偶像，且是自己出席的第一個大型演唱會，她十分重視這次演出。為配合演出《花店》這首歌，特意製作一條自認為很美麗的紗裙，還造了一個花籃，希望届時為觀眾一個意外驚喜，將自己最美麗的一面展露給觀眾。然而當滿心歡喜的自己踏上舞臺的時候，只聼到噓聲，倒彩聲一片，與自己期望落差太大，倍感失落，回到後臺後便忍不住地大哭起來。心中浮現了一種努力了卻得不到回報的感受。並自我質疑觀眾是認為自己還沒有資格穿得起隆重的裙子，自己的歌並不受歡迎。因而明白到一個人假如在別人未認同自己已到達某一個階段，做什麽都是令人反感的，但如果別人認同自己已到達某一個階段時，自己所做的一切皆會被欣然接受。因此其後不斷反省及改善自己的形象，不斷尋找更多歌曲帶給觀眾，提升自己的歌藝，只希望觀眾能完全接受並自己。她表示，自這件事之後，自己對於自己台上的演出更加緊張，每次要演出之前都是失眠夜，因為總怕會歷史重演。而每次踏上舞台時，都不敢對自己有任何寄望，也沒有自信心。由此可見，這件事為陳慧嫻帶來不可磨滅的心理創傷。
陳慧嫻被歌迷稱爲為公主緣由的主要緣由是她喜歡別人稱自己為「公主」。在1993年由無綫電視拍攝的《紐約嫻情》音樂特輯中，陳慧嫻曾對著鏡頭面前說：「我是公主」。
陳慧嫻透露自己最喜歡貓，是名「貓癡」。起初是在美國留學期間收養一隻流浪貓，其後再在美國收養多一隻流浪貓，其後一發不可收拾。直至畢業後回港都有繼續養貓，當時從美國運送貓回港的時候，貓身體不適令陳慧嫻倍感擔心。最高峰期同時養了9隻貓，現在亦主要和貓一起生活。但在未養貓之前，曾在年少時在家中養過幾隻狗，其中一隻狗名叫Rex。
陳慧嫻喜歡的明星包括陳百強 、張國榮、The Carpenters 、Barry Manilow、許冠文、荻野目洋子、林青霞。亦因此在1989年幾時再見演唱會當中演唱The Carpenters的Yesterday Once More這首曲目。
1996年，陳慧嫻在嘉利大廈未發生火災前接受電台訪問，訪問透露有一日在大廈乘搭升降機時，按了寶麗金唱片公司所在的10樓，但到達時沒有停下來卻上了15樓（後來發生火災的樓層），一開門只見15樓一片漆黑。後來乘搭升降機回到10樓寶麗金公司便問同事：「上面裝修嗎？」，同事稱整幢嘉利大廈當刻並無裝修後，她一個人走樓梯上15樓，發覺樓層一切正常。在當年電台訪問後，陳慧嫻並無公開談論此事，但火災後被數個靈異節目指為時空轉移見到着火後情景。 2013年5月，陳慧嫻復出香港樂壇，與當年同屬寶麗金旗下之歌手譚詠麟接受香港商業電台節目、由余宜發主持的雷霆881節目《一切從音樂開始》，以及由黃君慧主持的叱咤903節目《雲妮鍾情》訪問時，陳重述事件以及上述經歷，並指自己當年火災發生時身處英國倫敦拍攝《英倫奇緣》音樂特輯及與家人旅遊。
陳慧嫻在2008年的「活出生命演唱會PART II」中自爆，兒時為陳百強的超級歌迷，更曾走堂觀看其電影《喝采》，惟二人不屬同一公司，只曾於香港電台60年舞台劇《神奇旅程樂穿梭》中合作，與陳百強、林憶蓮及劉美君合唱《燃點真愛》。 而於2014年，陳亦自稱已「迷戀」影星吳鎮宇多年，因對方很型、很有男人味。
2009年出道的組合「糖兄妹」成員「糖妹」，由於樣貌及打扮酷似年輕時的陳慧嫻，加上經常表演及翻唱陳慧嫻的經典歌曲，因而被傳媒封為「翻版陳慧嫻」。糖妹曾翻唱陳慧嫻的歌曲包括《傻女》、《跳舞街》、《貪、貪、貪》及《夜機》等。
英文名Priscilla是陳慧嫻嬰孩時由浸禮神父命名，來自聖經人物百基拉（Priscilla），因英文名Priscilla Chan和facebook始創人馬克·朱克伯格的華裔妻子Priscilla Chan同名，曾被外國傳媒當成同一人。

## 音樂專輯
- 《少女雜誌》 (1984年1月15日)
- 《故事的感覺》（1984年8月24日）
- 《陳慧嫻》（1985年9月6日）
- 《反叛》（1986年5月30日）
- 《變、變、變》（1987年2月19日）
- 《嫻情》（1988年1月15日）
- 《傻女》（1988年9月13日）
- 《秋色》（1988年10月21日）
- 《永遠是你的朋友》（1989年7月25日）
- 《歸來吧》（1992年3月26日）
- 《你身邊永是我》（1993年10月15日）
- 《Welcome Back》（1995年2月15日）
- 《我不寂寞》（1995年11月3日）
- 《問題女人》（1996年11月27日）
- 《心就要飛了》（1997年3月20日）
- 《愛戀二千小時》（1998年5月8日）
- 《正視愛》（1999年5月18日）
- 《為你好》（2000年8月29日）
- 《情意結》（2003年8月19日）
- 《By Heart》（2014年4月7日）
- 《Evolve》（2015年11月19日）

## 派台歌曲成績
| 派台歌曲成績（四台）        | 派台歌曲成績（四台） | 派台歌曲成績（四台） | 派台歌曲成績（四台） | 派台歌曲成績（四台） | 派台歌曲成績（四台） | 派台歌曲成績（四台）                                                                                             | 派台歌曲成績（四台）                                                                                             |
| --------------------------- | -------------------- | -------------------- | -------------------- | -------------------- | -------------------- | --- | --- |
| 唱片                        | 歌曲                 | 903                  | RTHK                 | 997                  | TVB                  | 備註 | 備註 |
| 1984年                      |                      |                      |                      |                      |                      | | |
| 少女雜誌                    | 逝去的諾言           |                      | 1                    |                      |                      | | |
| 故事的感覺                  | 玻璃窗的愛           |                      | 1                    |                      |                      | 个人首支冠军歌                                                                                                   | 个人首支冠军歌                                                                                                   |
| 故事的感覺                  | 多少柔情多少夢       |                      | /                    |                      |                      | | |
| 故事的感覺                  | 今天再不可           |                      | /                    |                      |                      | 電影《我愛Lolanto》主題曲                                                                                        | 電影《我愛Lolanto》主題曲                                                                                        |
| 1985年                      |                      |                      |                      |                      |                      | | |
| 陳慧嫻                      | 花店                 |                      | 1                    |                      |                      | | |
| 陳慧嫻                      | 為何仍是你           |                      | /                    |                      |                      | | |
| 陳慧嫻                      | 藍藍的情調           |                      | /                    |                      |                      | | |
| 陳慧嫻                      | 無聊的警告           |                      | /                    |                      |                      | | |
| 1986年                      |                      |                      |                      |                      |                      | | |
| 反叛                        | 跳舞街               |                      | 1                    |                      | 4                    | OT：Angie Gold ~ Eat You Up 日文版：荻野目洋子 ~ Dancing Hero（ダンシングヒーロー） 同曲曲目：林志美 ~ 勁之夜    | OT：Angie Gold ~ Eat You Up 日文版：荻野目洋子 ~ Dancing Hero（ダンシングヒーロー） 同曲曲目：林志美 ~ 勁之夜    |
| 反叛                        | 痴情意外             |                      | /                    |                      | /                    | OT：安全地帶 ~ 碧い瞳のエリス                                                                                    | OT：安全地帶 ~ 碧い瞳のエリス                                                                                    |
| 反叛                        | 反叛                 |                      | /                    |                      | /                    | | |
| 反叛                        | 與淚抱擁             |                      | /                    |                      | /                    | | |
| 反叛                        | Love Me Once Again   |                      | /                    |                      | -                    | OT：南翔子 ~ 泣きまね 同曲曲目：林憶蓮 ~ 長街的一角                                                              | OT：南翔子 ~ 泣きまね 同曲曲目：林憶蓮 ~ 長街的一角                                                              |
| 1987年                      |                      |                      |                      |                      |                      | | |
| 變、變、變                  | 貪、貪、貪           |                      | 1                    |                      | 3                    | OT：荻野目洋子 ~ 六本木純情派                                                                                    | OT：荻野目洋子 ~ 六本木純情派                                                                                    |
| 變、變、變                  | 變、變、變變變       |                      | /                    |                      | -                    | OT：早見優 ~ Monday Shutdown                                                                                     | OT：早見優 ~ Monday Shutdown                                                                                     |
| 變、變、變                  | 天意                 |                      | /                    |                      | /                    | OT：高井麻巳子 ~ シンデレラたちへの伝言                                                                          | OT：高井麻巳子 ~ シンデレラたちへの伝言                                                                          |
| 變、變、變                  | 去吧！               |                      | /                    |                      | 7                    | | |
| 嫻情                        | 傻女                 | 27<1>                | 1                    |                      | 1                    | 三台冠軍歌 跨年上榜 OT：María Conchita Alonso ~ La Loca                                                          | 三台冠軍歌 跨年上榜 OT：María Conchita Alonso ~ La Loca                                                          |
| 1988年                      |                      |                      |                      |                      |                      | | |
| 嫻情                        | 不住怨婦街           | -                    | /                    |                      | 2                    | OT：Véronique Béliveau ~ Do You Still Want Me                                                                    | OT：Véronique Béliveau ~ Do You Still Want Me                                                                    |
| 嫻情                        | 不羈戀人             | 26                   | /                    |                      | 9                    | OT：Lady Lily ~ Get Out Of My Life 日文版：早見優 ~ ハートは戻らない 同曲曲目：李麗蕊 ~ Get Out                  | OT：Lady Lily ~ Get Out Of My Life 日文版：早見優 ~ ハートは戻らない 同曲曲目：李麗蕊 ~ Get Out                  |
| 超白金影視新曲與精選        | 鴛鴦譜               | -                    | /                    |                      | -                    | 無綫電視劇《鴛鴦譜》主題曲                                                                                       | 無綫電視劇《鴛鴦譜》主題曲                                                                                       |
| 秋色 Remix                  | Joe le Taxi          | 2                    | 1                    |                      | 2                    | OT：Vanessa Paradis ~ Joe le Taxi（法）                                                                          | OT：Vanessa Paradis ~ Joe le Taxi（法）                                                                          |
| 秋色                        | 地球大追蹤           | /                    | /                    |                      | -                    | OT：Mory Kanté ~ Yé ké yé ké                                                                                     | OT：Mory Kanté ~ Yé ké yé ké                                                                                     |
| 秋色                        | 幾時再見?!           | 3                    | /                    |                      | /                    | 《幾時再見演唱會》主題曲 OT：The Three Degrees ~ When Will I See You Again                                       | 《幾時再見演唱會》主題曲 OT：The Three Degrees ~ When Will I See You Again                                       |
| Priscilla Chan Remix ／冬暖 | 燃點真愛             | 24                   | 1                    |                      | 9                    | 香港电台60周年歌剧《神奇旅程乐穿梭》主题曲 與劉美君、林憶蓮、陳百強合唱                                          | 香港电台60周年歌剧《神奇旅程乐穿梭》主题曲 與劉美君、林憶蓮、陳百強合唱                                          |
| 秋色                        | 人生何處不相逢       | [1]                  | 1                    |                      | 1                    | 三台冠軍歌 | 三台冠軍歌 |
| 秋色                        | 夜半驚魂             | /                    | /                    |                      | /                    | OT：石川秀美 ~ Everynight 同曲曲目：江欣燕 ~ Everynight                                                          | OT：石川秀美 ~ Everynight 同曲曲目：江欣燕 ~ Everynight                                                          |
| 秋色                        | 凌晨舊戲             | 17                   | /                    |                      | /                    | OT：Pepsi & Shirlie ~ What's Going On Inside Your Head                                                           | OT：Pepsi & Shirlie ~ What's Going On Inside Your Head                                                           |
| 1989年                      |                      |                      |                      |                      |                      | | |
| 給我親愛的                  | 給我親愛的           | 18                   | /                    |                      | -                    | 與張學友合唱 OT：南方之星 ~ いとしのエリー                                                                       | 與張學友合唱 OT：南方之星 ~ いとしのエリー                                                                       |
| 永遠是你的朋友              | 千千闋歌             | [1]                  | 1                    |                      | 1                    | 三台冠軍歌 OT：近藤真彥 ~ 夕焼けの歌 同曲曲目：梅艷芳 ~ 夕陽之歌 / Blue Jeans ~ 無聊時候 / 張智霖、許秋怡 ~ 夢斷 | 三台冠軍歌 OT：近藤真彥 ~ 夕焼けの歌 同曲曲目：梅艷芳 ~ 夕陽之歌 / Blue Jeans ~ 無聊時候 / 張智霖、許秋怡 ~ 夢斷 |
| 永遠是你的朋友              | Dancing Boy          | 8                    | /                    |                      | 6                    | OT：近藤真彥 ~ Dancin' Babe                                                                                      | OT：近藤真彥 ~ Dancin' Babe                                                                                      |
| 永遠是你的朋友              | 夜機                 | 2                    | 1                    |                      | 2                    | OT：Nicole Seibert ~ So Viele Lieder Sind In Mir                                                                 | OT：Nicole Seibert ~ So Viele Lieder Sind In Mir                                                                 |
| 1991年                      |                      |                      |                      |                      |                      | | |
| Get Up & Dance              | Get Up & Dance       | 25                   | /                    |                      | -                    | 混音串燒歌曲 | 混音串燒歌曲 |
| 歸來吧                      | 飄雪                 | 1                    | 1                    |                      | 3                    | OT：原由子 ~ 花咲く旅路                                                                                          | OT：原由子 ~ 花咲く旅路                                                                                          |
| 1992年                      |                      |                      |                      |                      |                      | | |
| 歸來吧                      | 你的夢、我的夢       | 28                   | -                    |                      | -                    | 电影《大闹广昌隆》主题曲                                                                                         | 电影《大闹广昌隆》主题曲                                                                                         |
| 歸來吧                      | 七分愛情三分騙       | 7                    | 5                    |                      | -                    | OT：Exposé ~ Your Baby Never Looked Good In Blue                                                                 | OT：Exposé ~ Your Baby Never Looked Good In Blue                                                                 |
| 歸來吧                      | 歸來吧               | /                    | /                    |                      | -                    | OT：陳小霞 ~ 傀儡尪仔                                                                                            | OT：陳小霞 ~ 傀儡尪仔                                                                                            |
| 歸來吧                      | 紅茶館               | 2                    | 1                    |                      | 2                    | OT：平浩二 ~ BUS STOP                                                                                            | OT：平浩二 ~ BUS STOP                                                                                            |
| 歸來吧                      | 胡思亂想             | 12                   | -                    |                      | -                    | OT：堺正章 ~ さらば戀人                                                                                          | OT：堺正章 ~ さらば戀人                                                                                          |
| 1993年                      |                      |                      |                      |                      |                      | | |
| 你身邊永是我                | Jealousy             | 6                    | 1                    |                      | 8                    | OT：中島みゆき ~ ジェラシー・ジェラシー                                                                          | OT：中島みゆき ~ ジェラシー・ジェラシー                                                                          |
| 你身邊永是我                | 永遠愛你的人         | 8                    | 8                    |                      | -                    | OT：Jaywalk ~ 思い出に手を振って                                                                                 | OT：Jaywalk ~ 思い出に手を振って                                                                                 |
| 你身邊永是我                | 夜了點               | 13                   | 8                    |                      | -                    | OT：竹内まりや ~ 幸せの探し方                                                                                    | OT：竹内まりや ~ 幸せの探し方                                                                                    |
| 1994年                      |                      |                      |                      |                      |                      | | |
| 今天的愛人是誰陳慧嫻精選    | 今天的愛人是誰       | (1)                  | 1                    | 1                    | 1                    | 四台冠軍歌 OT：高橋真梨子 ~ そっと…Loving'you                                                                    | 四台冠軍歌 OT：高橋真梨子 ~ そっと…Loving'you                                                                    |
| 1995年                      |                      |                      |                      |                      |                      | | |
| Welcome Back                | 戀戀風塵             | 3                    | 1                    | /                    | 2                    | OT：中島みゆき ~ 捨てるほどの愛でいいから                                                                        | OT：中島みゆき ~ 捨てるほどの愛でいいから                                                                        |
| Welcome Back                | 今天夜裡總下雨       | 10                   | 1                    | /                    | 1                    | OT：Yosefa Dahari ~ Lullaby                                                                                      | OT：Yosefa Dahari ~ Lullaby                                                                                      |
| Welcome Back                | 留戀                 | -                    | 2                    | /                    | 3                    | OT：Dan Fogelberg ~ The Minstrel                                                                                 | OT：Dan Fogelberg ~ The Minstrel                                                                                 |
| 心滿意足                    | 我心不死             | 6                    | -                    | -                    | -                    | 叱咤903兰茜夫人剧场《我心不死》主题曲                                                                            | 叱咤903兰茜夫人剧场《我心不死》主题曲                                                                            |
| 我不寂寞                    | 我寂寞               | 2                    | 1                    | /                    | 1                    | | |
| 我不寂寞                    | 飄                   | 1                    | 4                    | /                    | 3                    | | |
| 1996年                      |                      |                      |                      |                      |                      | | |
| 我不寂寞                    | 變心                 | /                    | 20                   | /                    | -                    | OT：柯以敏 ~ 我最不該相信你的愛                                                                                  | OT：柯以敏 ~ 我最不該相信你的愛                                                                                  |
| 我不寂寞                    | 月夜的隨想           | 8                    | /                    | -                    | -                    | OT：Bonnie Logan ~ Pale Moon On The Rise                                                                         | OT：Bonnie Logan ~ Pale Moon On The Rise                                                                         |
| 心滿意足                    | 心滿意足             | 7                    | 1                    | 1                    | 1                    | 《雪映美白'96陳慧嫻演唱會》主題曲                                                                                | 《雪映美白'96陳慧嫻演唱會》主題曲                                                                                |
| 心滿意足                    | 回報                 | -                    | -                    | -                    | -                    | 无线电视剧《地狱天使》主题曲                                                                                     | 无线电视剧《地狱天使》主题曲                                                                                     |
| 心滿意足                    | 愛亦要捨棄           | -                    | -                    | -                    | -                    | 无线电视剧《地狱天使》插曲                                                                                       | 无线电视剧《地狱天使》插曲                                                                                       |
| 問題女人                    | 奇妙旅程             | 3                    | 1                    | 2                    | 1                    | 第一太平銀行Visa信用咭電視廣告主題曲                                                                             | 第一太平銀行Visa信用咭電視廣告主題曲                                                                             |
| 問題女人                    | 問題女人             | /                    | /                    | /                    | 3                    | | |
| 1997年                      |                      |                      |                      |                      |                      | | |
| 問題女人                    | 緣了，就是完         | 19                   | 9                    | /                    | 7                    | | |
| 問題女人                    | 禮物                 | /                    | -                    | /                    | -                    | | |
| 心就要飛了                  | 心就要飛了           | /                    | /                    | /                    | -                    | | |
| 慧嫻·港樂奇妙旅程           | 二人時間             | /                    | 3                    | /                    | 5                    | 《慧嫻·港樂奇妙旅程演唱會》主題曲                                                                                | 《慧嫻·港樂奇妙旅程演唱會》主題曲                                                                                |
| 1998年                      |                      |                      |                      |                      |                      | | |
| 愛戀二千小時                | 距離                 | 10                   | 2                    | 2                    | 2                    | | |
| 正選3新曲+精選              | 因你才有這一天       | -                    | -                    | -                    | -                    | 1998香港電影金像獎主題曲                                                                                         | 1998香港電影金像獎主題曲                                                                                         |
| 愛戀二千小時                | 玩味                 | 8                    | 2                    | 1                    | 1                    | | |
| 愛戀二千小時                | 你留低的信           | -                    | -                    | -                    | -                    | 另派蘇永康合唱版                                                                                                 | 另派蘇永康合唱版                                                                                                 |
| 1999年                      |                      |                      |                      |                      |                      | | |
| 正視愛                      | 正是愛               | 5                    | 1                    | 1                    | 1                    | | |
| 正視愛                      | 甚麼都想要           | 3                    | 3                    | 12                   | 2                    | | |
| 正視愛                      | 山手線               | -                    | -                    | -                    | -                    | | |
| 正視愛                      | 靈犀                 | -                    | -                    | -                    | -                    | | |
| 2000年                      |                      |                      |                      |                      |                      | | |
| 為你好                      | 為你好               | -                    | 5                    | 3                    | 3                    | | |
| 為你好                      | 這一天               | -                    | -                    | -                    | -                    | | |
| 2003年                      |                      |                      |                      |                      |                      | | |
| 情意結                      | 明日有明天           | 2                    | 2                    | 3                    | 1                    | | |
| 情意結／Jade Forward        | 拈花惹草             | 16                   | 1                    | 1                    | 2                    | 與關心妍合唱 | 與關心妍合唱 |
| 情意結                      | 情意結               | -                    | -                    | -                    | -                    | | |
| 2008年                      |                      |                      |                      |                      |                      | | |
| Back to Priscilla 嫻情三十  | 無名指               | 18                   | -                    | 2                    | ×                    | 《活出生命II演唱會》主題曲                                                                                       | 《活出生命II演唱會》主題曲                                                                                       |
| 2013年                      |                      |                      |                      |                      |                      | | |
| Polygram Forever            | 寶記正傳 Part I      | 19                   | -                    | -                    | ×                    | 群星合唱 | 群星合唱 |
| 2014年                      |                      |                      |                      |                      |                      | | |
| By Heart                    | Lonely               | 1                    | 1                    | 3                    | ×                    | 翻唱草蜢歌曲 | 翻唱草蜢歌曲 |
| By Heart                    | 讓一切隨風           | -                    | -                    | -                    | ×                    | 翻唱鍾鎮濤歌曲                                                                                                   | 翻唱鍾鎮濤歌曲                                                                                                   |
| By Heart                    | 藍月亮               | -                    | 11                   | -                    | ×                    | 翻唱李克勤歌曲                                                                                                   | 翻唱李克勤歌曲                                                                                                   |
| 2015年                      |                      |                      |                      |                      |                      | | |
| Evolve                      | Joe le Taxi          | -                    | 3                    | 2                    | -                    | 舊曲重唱 | 舊曲重唱 |
| 2018年                      |                      |                      |                      |                      |                      | | |
| 我做你 你做我 Stand By You  | 你做我               | -                    | -                    | -                    | ×                    | U記歌手合唱 | U記歌手合唱 |
| 派台歌曲成績（五台）        |                      |                      |                      |                      |                      | | |
| 唱片                        | 歌曲                 | 903                  | RTHK                 | 997                  | TVB                  | ViuTV | 備註 |
| 2024年                      |                      |                      |                      |                      |                      | | |
|                             | 給親愛的親愛         | -                    | 1                    | 2                    | 1                    | - | 紐約 M 音樂雜誌華語歌曲流行榜：1                                                                                 |
|                             | 陪伴                 | -                    | -                    | 3                    | 1                    | - | 跨年上榜（997） 翌年上榜（TVB） 加拿大至 HIT 中文歌曲排行榜：10                                                  |

| 各台冠軍歌總數 | 各台冠軍歌總數 | 各台冠軍歌總數 | 各台冠軍歌總數 | 各台冠軍歌總數 | 各台冠軍歌總數    | 各台冠軍歌總數    |
| -------------- | -------------- | -------------- | -------------- | -------------- | ----------------- | ----------------- |
| 四台a          | 903            | RTHK           | 997            | TVB            | 備註              | 備註              |
| 四台a          | 6              | 24             | 5              | 13             | 四台冠軍歌總數：7 | 四台冠軍歌總數：7 |
| 四台a          | 11             | 24             | 5              | 13             | 冠軍週數          | 冠軍週數          |
| 五台b          | 903            | RTHK           | 997            | TVB            | ViuTV             | 備註              |
| 五台b          | 0              | 1              | 0              | 2              | 0                 | 五台冠軍歌總數：0 |

- （*）仍在榜上
- （-）未能上榜
- （/）未有相關資料
- （×）沒有派往該台
- （(1)）兩週冠軍
- （[1]）三週冠軍
- （< >）903專業推介的前身金榜十大的最高排名
- ^  注解a：包括2024年後的冠軍歌曲
- ^  注解b：2024年起

## 影音作品

### 影碟
以下只列出陳慧嫻曾推出的香港舉行的演唱會實況專輯。
| 推出時期       | 專輯名稱                                                 | 發行公司 | 備註                                           |
| -------------- | -------------------------------------------------------- | -------- | ---------------------------------------------- |
| 1989年         | 幾時再見演唱會                                           | 寶麗金   | CD、VHS、LD、DVD（卡拉OK版）                   |
| 1996年         | 雪映美白'96陳慧嫻演唱會                                  | 寶麗金   | CD、VHS、LD、VCD（卡拉OK版） 、DVD（卡拉OK版） |
| 1997年5月      | 慧嫻·港樂奇妙旅程                                        | 寶麗金   | CD、LD、VCD（卡拉OK版） 、DVD                  |
| 1998年9月      | 陳慧嫻+蘇永康Music Is Live                               | 新藝寶   | CD 903拉闊音樂會                               |
| 2003年9月30日  | 陳慧嫻珍演唱會2003                                       | 環球唱片 | CD、VCD、DVD                                   |
| 2008年4月17日  | 陳慧嫻活出生命II演唱會                                   | 環球唱片 | CD、VCD、DVD 演唱會與國際娛樂合作舉行          |
| 2013年10月30日 | Polygram Forever Live 2013                               | 寶麗金   | 3CD、3DVD、Bluray 寶麗金紀念演唱會合輯         |
| 2014年8月26日  | Back to Priscilla 30th Anniversary Concert 2014          | 寶麗金   | 2CD、2DVD、Bluray                              |
| 2016年7月25日  | Priscilla-ism Live 2016                                  | 寶麗金   | 3CD、3DVD、2Bluray                             |
| 2025年6月6日   | The Fabulous 40 Priscilla LIVE IN HONG KONG 陳慧嫻演唱會 | 英皇娛樂 | 2Bluray + 3CD                                  |

### 音樂錄影帶
陳慧嫻出道至今已拍攝超過70個MV。

## 演唱會
以下只列出陳慧嫻在香港舉行的演唱會，且並非以嘉賓形式演出，關於其他演唱會可參見陳慧嫻演唱會列表。
| 年份                           | 名稱                                                           | 場數           | 備註                                                                                     |
| 紅磡香港體育館                 | 紅磡香港體育館                                                 | 紅磡香港體育館 | 紅磡香港體育館                                                                           |
| ------------------------------ | -------------------------------------------------------------- | -------------- | ---------------------------------------------------------------------------------------- |
| 1984年6月30日 - 7月1日         | 龍虎群英演唱會                                                 | 2              | 以「少女雜誌」組合名義與陳樂敏、黎芷珊合演 與梅艷芳、張國榮、葉德嫻、陳潔靈、小虎隊合作  |
| 1985年8月13 - 14日             | 青年偶像演唱會                                                 | 2              | 與呂方、張學友、林憶蓮及林姍姍合作                                                       |
| 1989年8月28日 - 9月2日         | 陳慧嫻：幾時再見演唱會                                         | 6              | 第一次紅館個唱 嘉賓包括張學友、李克勤 、關淑怡等人                                       |
| 1996年2月15 - 24日             | 雪映美白'96陳慧嫻演唱會                                        | 10             | 第二次紅館個唱                                                                           |
| 1997年3月14 - 15日             | 慧嫻·港樂奇妙旅程'97演唱會                                     | 2              | 與香港管弦樂團合作，葉詠詩指揮                                                           |
| 2003年7月4 - 5日               | 陳慧嫻珍演唱會2003                                             | 2              | 第三次紅館個唱                                                                           |
| 2014年6月19 - 21日             | Back to Priscilla 30th Anniversary Concert 2014                | 3              | 第四次紅館個唱                                                                           |
| 2016年3月4 - 7日               | 四洲紫菜呈獻：陳慧嫻 Priscilla-ism 演唱會                      | 4              | 第五次紅館個唱                                                                           |
| 2025年1月21、22、24 - 26、30日 | The Fabulous 40 Priscilla LIVE IN HONG KONG 陳慧嫻演唱會       | 6              | 第六次紅館個唱                                                                           |
| 九龍灣國際展貿中心             |                                                                |                |                                                                                          |
| 2008年2月8 - 9日               | 盞記雪嶺蟲草：陳慧嫻活出生命II Priscilla Chan Live 演唱會 2008 | 2              | 收益全數歸慈善用途                                                                       |
| 大專會堂                       |                                                                |                |                                                                                          |
| 1984年9月15 - 16日             | 初戀五重奏                                                     | 2              | 與鮑翠薇、林姍姍、李麗蕊、611合作                                                        |
| 伊利沙伯體育館                 |                                                                |                |                                                                                          |
| 1988年8月22、24 - 26日         | 大關紅星白金演唱會                                             | 4              | 與Raidas、黃寶欣、黃凱芹、鄭敬基、雷安娜、 Maria Cordero、吳國敬合作、周慧敏、阮兆祥司儀 |
| 清水灣電視城                   |                                                                |                |                                                                                          |
| 1995年                         | 陳慧嫻歸來吧演唱會                                             | 1              | 無綫電視舉辦 (1995年3月5日8點播出)                                                       |
| 1998年                         | 勁歌金曲：陳慧嫻愛戀二千小時迷你音樂會                         | 1              | 無綫電視舉辦：推出同名專輯及廣播劇                                                       |
| 香港會議展覽中心               |                                                                |                |                                                                                          |
| 1998年9月18日                  | 拉闊音樂會：陳慧嫻·蘇永康                                      | 1              | 與蘇永康合作、商業電台舉辦                                                               |

## 其他演出作品

### 電影相關
- 1984年：《青蛙王子續集》（主唱主題曲《今天再不可》）
- 1985年：《痴心的我》飾演 Priscilla（張學友所飾Jacky於加拿大之女朋友）
- 1985年：《初一十五》（主唱主題曲《與淚抱擁》）
- 1987年：《心動》（主唱主題曲《心動》）
- 1988年：《超時空要塞》動畫電影香港版，為主角林明美配音及主唱主題曲 《真情流露》（原名《可有記起愛》）[81][82]
- 1988年：《風之谷》香港版，為主角娜烏西卡（港譯風木蘭）配音
- 1992年：《大鬧廣昌隆》（主唱主題曲《你的夢，我的夢》）
- 1997年：《小倩》（與黎明合唱主題曲：廣東版《依然是你》、國語版《生死相許》）
- 1998年：第17屆香港電影金像獎（主唱主題曲《因你才有這一天》及拍攝MV）
- 2004年：《驚心動魄》（主唱主題曲《Yesterday Was A Lie》）

### 電視相關

#### 香港
- 1984年：香港電台《溫馨集》單元劇《歌者》飾韻靈/韻芝（與張南雁）
- 1985年：IYY國際青少年節主题曲（與譚詠麟、張國榮等多人）
- 1985年：無綫電視翡翠台：《仁濟行善同歡樂》（與關正傑、葉麗儀）
- 1985年：張學友《Smile Again 瑪莉亞》和音部分為陳慧嫻主唱
- 1986年：張學友《小男人》和音部分為陳慧嫻主唱
- 1987年：無綫電視翡翠台：《地球大合唱》（與徐小鳳、關正傑、梅艷芳、羅文等多人）
- 1988年：無綫電視翡翠台：《歡樂今宵》曲中情濃之傻女
- 1988年：無綫電視翡翠台：《潮流拍子機》（與李克勤、周慧敏、林敏驄、杜德偉主持）
- 1988年：無綫電視翡翠台：《奉旨成親》（主唱主題曲《鴛鴦譜》及插曲《將心中痴愛盡獻》）
- 1988年11月5~6日：香港電台慶祝60周年時籌辦《神奇旅程樂穿梭》音樂劇【慧嫻飾正義女神】(紅館)
- 1988年12月4日：《名人競技響全城》唱兩首歌 (政府大球場) (競技比賽加音樂會)
- 1988年：無綫電視翡翠台：《新地任你點》聖誕節目（與Beyond、達明一派、鄭敬基、吳國敬；黃靄君主持）
- 1989年：無綫電視翡翠台、廣東電視台：《羊城賀歲萬家歡十週年慶典》
- 1989年：無綫電視翡翠台：《週末任你點》（與黃耀明；黃凱芹、周美茵主持）
- 1993年10月10日：無綫電視翡翠台：《紐約嫻情》音樂特輯
- 1995年：無綫電視翡翠台：《翡翠元宵情人會》宣傳片《隔世七段情》（與張學友合演）
- 1995年3月15日：《我心不死-最終篇音樂會》｜灣仔伊利沙伯體育館｜1場
- 1996年：無綫電視翡翠台：《英倫奇緣》音樂特輯
- 1996年：無綫電視翡翠台：《地獄天使》（主唱主題曲《回報》及插曲《愛亦要捨棄》）
- 1996年：無綫電視翡翠台：《笑傲江湖》（與譚詠麟合唱主題曲《活得瀟灑》）
- 1997年：無綫電視翡翠台：《蔡瀾人生真好玩》（蔡瀾、譚小環主持；與張學友、歐丁玉）
- 1997年：《龍的光輝香港回歸大匯演》
- 1997年：無綫電視明珠台：《City Life》（陳慧珊主持）
- 1998年：無綫電視翡翠台：《花木蘭》（主唱片尾曲《我也有懦弱的时候》）
- 1998年：新加坡電視劇：《5C老公》（主唱主題曲《最溫暖擁抱》（國語））
- 1998年：無綫電視翡翠台：《前一步》（香港特別行政區政府「香港是我家」主題曲；與黎明、張學友、郭富城、劉德華等多人）
- 1999年：無綫電視翡翠台：《茶是故鄉濃》（與張學友合唱主题曲《接近》）
- 1999年：《千禧盛世》龍騰燈耀慶千禧 主題曲【盛世版】群星
- 1999年12月31日：《龍騰燈耀慶千禧》(跨年慶典節目)
- 2003年：無綫電視翡翠台：《鳳舞香羅》（主唱主題曲《鳳舞香羅》）
- 2003年：無綫電視翡翠台：《鳳舞香羅》（主唱插曲《在此生中嬉戲》）
- 2003年：無綫電視翡翠台：《鳳舞香羅》（主唱插曲《派發歡呼聲》）
- 2003年：無綫電視翡翠台：《鳳舞香羅》（主唱插曲《香煙女郎》）
- 2003年：無綫電視翡翠台：《紅星追聲名歌SING》
- 2007年：無綫生活台：《志雲飯局》（陳志雲主持）
- 2008年：有線娛樂新聞台：《主播會客室》（李潤庭主持）
- 2009年5月12日：《演藝界512關愛行動》
- 2009年：ViuTV：《Have a Nice Day》（林珊珊主持）
- 2013年：now 101台：《輝哥的饌賞》（與陳汝雄、馮國良；吳錫輝主持）
- 2014年：無綫電視翡翠台：《博愛歡樂傳萬家》
- 2014年：無綫電視翡翠台：《勁歌金曲》傻女與樂壇的30年（與曾加謀；鄭丹瑞主持）
- 2014年：有線娛樂新聞台：《星級會客室》（汪曼玲主持）
- 2015年：無綫電視翡翠台：《望子成才》（吳錫輝、方健儀主持）
- 2015年：now觀星台：《關人煮事II》（與馮翰銘；關楚耀主持）
- 2016年：無綫電視翡翠台：《慈善星輝仁濟夜》
- 2016年：無綫電視翡翠台：《陳慧嫻的千千闋歌》音樂特輯（與李克勤、鄭子誠、Robynn & Kendy、劉美君、許志安、劉浩龍、黎芷珊）
- 2016年：香港電台：《好好過生活》如果是最幸福（雷頌德主持）
- 2016年：無綫電視翡翠台：《真的英雄》（淘大工業村迷你倉大火紀念歌曲；與許冠傑、譚詠麟、張學友、陳奕迅、李克勤、盧冠廷、陳慧琳等）
- 2017年：ViuTV：《PG Style》（劉美君主持）
- 2018年：奇妙電視：《我老友係明星》（張學潤主持）
- 2018年：now TV、ViuTV：《我們的夢》（2018年世界盃香港主題曲；與譚詠麟、鍾鎮濤、許志安、鄧紫棋、歐陽靖等多人合唱）
- 2022年：《前》（香港特別行政區成立二十五周年紀念主題曲；28位香港和內地歌手）
- 2023年：無綫電視翡翠台：《中年好聲音2 Ready! Go!》
- 2023年至2024年：無綫電視翡翠台：《中年好聲音2》擔任評審
- 2023年：無綫電視翡翠台：《萬千星輝賀台慶》擔任特別嘉賓
- 2024年：無綫電視翡翠台：《讓我們重新認識陳慧嫻》音樂特輯

#### 臺灣
- 1988年：台視：《綜藝大都會》（現場演唱國語歌《傻女的愛》）[83]
- 1988年9月：台視：《強棒出擊》（跟譚詠麟一起擔任嘉賓）[84]
- 1997年：台視：《龍兄虎弟》（張菲主持）
- 1997年：中視：《我猜我猜我猜猜猜》（龍劭華、ASOS-徐熙媛、徐熙娣主持）[85]

#### 中國大陸
- 2011年：重慶電視台《渝樂派》渝樂時光（白羽主持）
- 2012年：深圳卫视《年代秀》
- 2012年：廣東廣播電視台珠江頻道和音樂之聲《麥王爭霸》（第二季）
- 2013年12月7日：廣東廣播電視台珠江頻道和音樂之聲《麥王爭霸》（第三季）全球總決賽8進7
- 2016年：《隱藏的歌手》（第二季）第4期
- 2016年：《鲁豫有约》（陈鲁豫主持）
- 2017年11月5日：江苏卫视：《蒙面唱將猜猜猜 (第二季) 第十期》
- 2017年：《金曲捞》第十一期
- 2018年1月1日：《江蘇衛視跨年演唱會》
- 2018年7月7日：《中國朝天雪溪洞峽谷漂流喀斯特音樂季》「星耀朝天·樂動時代」音樂會（演出嘉賓）
- 2018年12月2日：《貴州黃平舊州古鎮演唱會》（演出嘉賓）
- 2020年：東方衛視《東方衛視跨年盛典》
- 2022年：東方衛視《我们的歌 (第四季)》
- 2024年至2025年：湖南衛視《聲生不息·港樂季》（第二季）

### 廣播劇
- 1984年9月24日-10月3日
  - 《春雷》[全5集] 飾 田徑好手 汪瀠瀠（香港電台）(與陳慧嫻、蔡雅各、丁欣、林超榮等)
- 1995年：
  - 《我心不死》[全37集] 飾 張海藍（商業電台）(與劉德華、歐陽德勛等)
  - 《雪少女》[全5集] (葉小嵐原著) 飾 徐瑋雅（香港電台）(與洪朝豐、林友榮、錢佩佩等)
- 1996年：
  - 《天平上的蝎子》[全20集] 飾 銀行經理 Judy MAN (香港電台) (與劉德華)

- 1997年：
  - 《愛情感覺 - 29歲的最後一天》[全10集] 飾 Pamela（香港電台 - 瘋show快活人）(與梁思浩、李敏、貴花田等)

- 1998年：
  - 《娛樂滿天愛情劇 - 愛你》[全10集] 飾 慧慧 Miss Wong（香港電台）(與許志安等)
  - 《愛戀二千小時》[全5集] 飾 青青（香港電台）(與鄭子誠、車森梅等）
  - 《997劇場之愛戀2000小時》[全4集] 飾 C楠（新城997）(Samuel)
- 1999年:
  - 《難得有情人》[全5集] 飾 社區中心再培訓班Miss 姚美貞（香港電台) (李仁傑、蔡浩樑、阮德鏘)
  - 《瘋Show迷你戲院之抉擇》[全10集] 飾 古玩店老闆 唐蕊妮（香港電台）(與林保怡、梁思浩等)
  - 《星星相惜基本法》[全10集] 飾 趙敏怡（新城電台) (與許志安、吳國敬、潘紹聰)
  - 《廉政行動 - 出賣靈魂的男人》[全5集] 飾 Jenny（香港電台) (蘇永康)
- 2000年:
  - 《娛樂滿天愛情劇３》[全12集] 飾 雜誌編輯 Pat（香港電台；監製：周國豐；與張智霖、李彩樺、周國豐、CY等）
- 2015年:
  - 《銀河歲月》[第17集] 飾 陳麗嫻 (倍恩國際學校校長) 播出《傻女》(商業電台) (與譚詠麟、莫文蔚、麥玲玲、林欣彤等)

### 未有收錄於專輯之單曲
- 1985年：《耆英頌》(收錄於「鳳凰木與我兩倆相屬」錄音帶)
- 1985年：《愛與和平》(收錄於「鳳凰木與我兩倆相屬」錄音帶)
- 1985年：《越之悅》(收錄於「鳳凰木與我兩倆相屬」錄音帶)
- 1988年：《將心中痴愛盡獻》（電視劇「奉旨成婚」插曲，收錄於「超白金影視新曲與精選」）
- 1988年：《鴛鴦譜》（電視劇「奉旨成婚」主題曲，收錄於「超白金影視新曲與精選」）
- 1990年：《桃花》(收錄於「伴您偕老」)
- 1995年：《擁抱未來》(香港小童群益會60周年紀念歌曲）
- 1999年：《愛在深秋》（收錄於「誰可改變-霧之戀 · 愛的根源 · 愛情陷阱 · 十五週年紀念集」[86]）
- 2000年：《前塵》（featuring 李迪文（Dick Lee），收錄於「香港廣播75年金曲銀禧紀念CD」)
- 2008年：《道路安全願景歌》(道路安全議會「路上零意外 香港人人愛」廣告歌）
- 2010年：《亞細亞》(2010年亚洲运动会國語主題曲）
- 2010年：《我心佑你》(內地公益節目「愛佑童心」歌曲)
- 2011年：《雪飛花》
- 2012年：《讓愛綻放》(為汶川地震四周年推出紀念單曲)

### 音樂相關
- 2024年：ERROR《野舞士》（於MV客串演出）

## 榮譽及獎項
陳慧嫻出道至今已獲得多個獎項，而她的最主要獎項都是在80年代取得的。1984年拿到港台新人獎，憑《傻女》贏得1988年度勁歌及中文金曲的十大金曲獎，同年憑《人生何處不相逢》熱播而贏得叱咤女歌手銀獎。1989年暫退樂壇前一年，既獲得叱咤女歌手銅獎，又憑《千千闋歌》取得極佳成績，獲頒叱咤樂壇我最喜愛的歌曲大獎及多個十大歌曲獎，亦憑《夜機》取得十大中文金曲獎。90年代留學期間，更在其本人缺席主要宣傳情況下，在1992年憑《紅茶館》奪得十大中文金曲獎，95年學成歸來後，亦繼續獲得不少歌曲獎項。

## 註解
1. ↑  此曲歌名屢遭誤植為「千千闕歌」。實則作詞者林振強於其歌詞手稿已本作「千千闋歌」，而「千千闋歌」之正名亦早見於1989年原版《永遠是你的朋友》唱片及相關宣傳品。
2. 1 2 3 4 5 6  關於陳慧嫻童年住處、就讀幼稚園及小學以及校園生活的資料出自香港電台第二台廣播節目《守下留情》於2014年4月7日播出的訪問。
3. 1 2 3  關於陳慧嫻參加英女王壽辰園遊會、與林憶蓮是中五同班同學以及到校演唱的資料出自香港電台第二台廣播節目《守下留情》於2014年4月8日播出的訪問。
4. 1 2  關於陳慧嫻簽約法安利製作公司經過的資料出自香港電台第二台廣播節目《守下留情》於2014年4月9日播出的訪問。

### 文獻
- 《千千闋歌》（1990），友禾出版社。

## 外部連結
- 陳慧嫻的Facebook專頁
- 陳慧嫻的Instagram帳戶
- 陳慧嫻的新浪微博
- 陳慧嫻在AllMusic上的資料頁
- 陳慧嫻的Discogs页面（英文）
- 陳慧嫻在互联网电影资料库（IMDb）上的資料（英文）
- 陳慧嫻在香港影庫上的簡介